# Cine de Europa

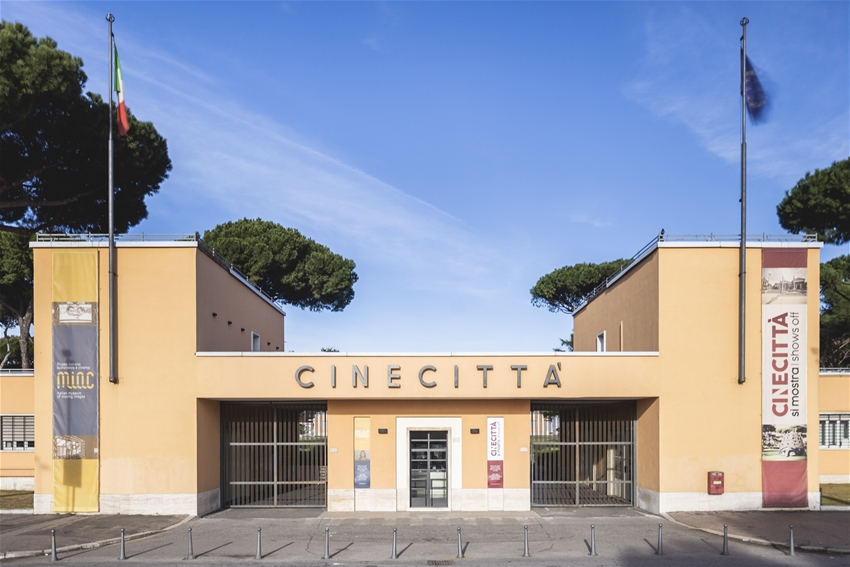
Entrada a Cinecittà en Roma, Italia, el estudio de cine más grande de Europa.

El cine de Europa se refiere a las industrias cinematográficas y las películas producidas en el continente de Europa. La historia del cine de Italia comenzó pocos meses después de que los hermanos franceses Lumière, quienes realizaron la primera proyección pública de una película el 28 de diciembre de 1895, un evento considerado el nacimiento del cine, iniciaran las exhibiciones cinematográficas. La historia del cine de Alemania se remonta a los años del nacimiento del medio. Ottomar Anschütz realizó la primera proyección de imágenes en movimiento a tamaño real el 25 de noviembre de 1894 en el Postfuhramt en Berlín. El 1 de noviembre de 1895, Max Skladanowsky y su hermano Emil presentaron su proyector inventado, el Bioscope, en el teatro de variedades Wintergarten en Berlín. Se proyectó una serie de 15 minutos de ocho cortometrajes, la primera proyección de películas para una audiencia de pago. Se considera que el primer director italiano fue Vittorio Calcina, colaborador de los hermanos Lumière. Los Hermanos Lumière establecieron el Cinematógrafo; lo que inició la era del cine mudo, un período en el que el cine europeo fue un gran éxito comercial. Esto se mantuvo hasta el ambiente hostil al arte de la Segunda Guerra Mundial. Estos descubrimientos notables ofrecen un vistazo al poder del cine europeo temprano y su influencia duradera en el cine actual.
Los movimientos cinematográficos europeos notables incluyen el expresionismo alemán (1920), el montaje soviético (1920), el cine impresionista francés (1920) y el neorrealismo italiano (1940); fue un período ahora visto en retrospectiva como "El otro Hollywood". La guerra ha desencadenado el nacimiento del arte y en este caso, el nacimiento del cine.
El expresionismo alemán evocaba las emociones de las personas a través de visiones y escenarios extraños, parecidos a pesadillas, altamente estilizados y extremadamente visibles al ojo. El montaje soviético compartía similitudes y creó ediciones de películas famosas conocidas como el efecto Kino-eye, el efecto Kuleshov y el montaje intelectual.
El cine impresionista francés forjó la esencia de la cinematografía, ya que Francia fue un país pionero en el cine que mostró el nacimiento del cine utilizando el medio inventado por los Hermanos Lumière. El neorrealismo italiano diseñó la realidad vívida a través de una lente humana al crear películas de bajo presupuesto directamente en las calles de Italia. Todos los movimientos cinematográficos fueron fuertemente influenciados por la guerra, pero esto actuó como un catalizador para impulsar la industria del cine a su máximo potencial en Europa.
Los movimientos destacados a lo largo del cine europeo temprano presentaron convenciones estilísticas, directores prominentes y películas históricas que han influido en el cine moderno hasta hoy. A continuación, encontrarás una lista de directores, películas, premios cinematográficos, festivales de cine y actores que fueron estrellas nacidas de estos movimientos cinematográficos.

## Historia

### SigloXX

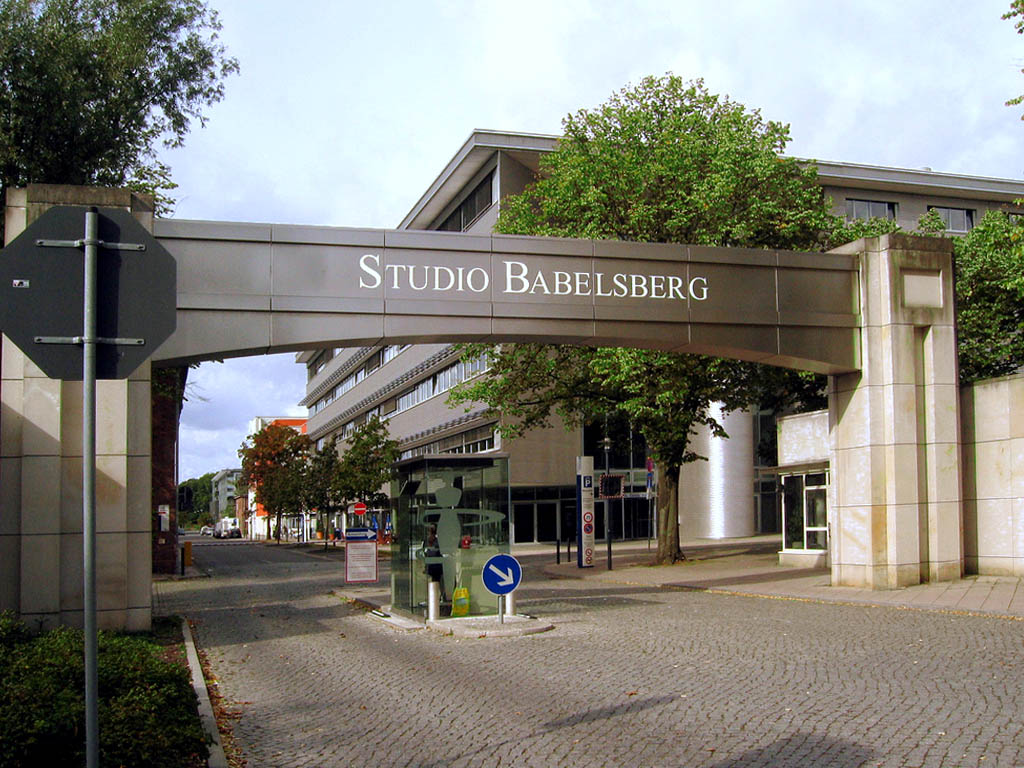
El Studio Babelsberg cerca de Berlín, Alemania, fue el primer estudio de cine a gran escala en el mundo (fundado en 1912) y aún produce películas internacionales cada año.

Según un estudio, "En la década de 1900, la industria cinematográfica europea estaba en buena forma. Las compañías cinematográficas europeas fueron pioneras en innovaciones tecnológicas como la proyección, los procesos de color y las películas sonoras, e innovaciones de contenido como los noticieros semanales, los dibujos animados, las series y las películas de largometraje. Poseían una gran parte del mercado estadounidense, que a veces alcanzaba el 60%.
Las compañías cinematográficas francesas fueron rápidas en establecer subsidiarias de producción y distribución extranjeras en países europeos y en los Estados Unidos y dominaron la distribución internacional de películas antes de mediados de la década de 1910. A principios de la década de 1920, todo esto había cambiado. La industria cinematográfica europea solo tenía una cuota marginal del mercado estadounidense y una pequeña parte de sus mercados domésticos. La mayoría de las grandes compañías europeas vendieron sus subsidiarias extranjeras y salieron de la producción cinematográfica en casa, mientras que los emergentes estudios de Hollywood construyeron sus redes de distribución extranjera."
La Academia de Cine Europeo fue fundada en 1988 para celebrar el cine europeo a través de los Premios del Cine Europeo anualmente.

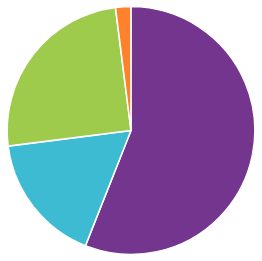
¿Qué ven los europeos cuando van al cine? (1996–2016)
Películas de EE. UU. (56%)
Películas europeas (25%)
Coproducciones EE. UU./Europa (17%)
Otras películas (2%)

#### Europa Cinemas
Fundada el 12 de febrero de 1991 con financiación del programa MEDIA Europa Creativa y del CNC, Francia, Europa Cinemas es la primera red de salas de cine enfocada en películas europeas. Su objetivo es proporcionar apoyo operativo y financiero a los cines que se comprometan a proyectar un número significativo de películas europeas no nacionales, ofrecer eventos e iniciativas, así como actividades promocionales dirigidas a audiencias jóvenes.
En septiembre de 2020, Europa Cinemas tenía 3,131 pantallas en 1,216 cines, ubicados en 738 ciudades y 43 países. El presidente en 2024 y 2025 es Mathias Holtz, mientras que Claude-Eric Poiroux es presidente honorario.

### SigloXXI
El 2 de febrero de 2000, Philippe Binant realizó la primera proyección de cine digital en Europa, con la tecnología DLP (Procesamiento Digital de Luz) Cinema desarrollada por Texas Instruments, en París.
Hoy en día, las producciones estadounidenses dominan el mercado europeo. En promedio, las películas europeas se distribuyen en solo dos o tres países; las producciones estadounidenses en casi diez. Las diez películas más vistas en Europa entre 1996 y 2016 fueron todas producciones o coproducciones estadounidenses. Excluyendo las producciones estadounidenses, la película más vista en ese período fue Amigos intocables, una producción francesa, al igual que la mayoría de las otras películas de los diez primeros puestos. Entre 2016 y 2017, la única película (parcialmente) europea en el top diez de las películas más vistas en Europa fue Dunkerque. Excluyéndola (que fue una coproducción de Países Bajos, Reino Unido, Francia y Estados Unidos), la película europea con mejores resultados fue Paddington 2, que vendió 9.1 millones de entradas.

## Cine francés

### Primeros años del cine francés

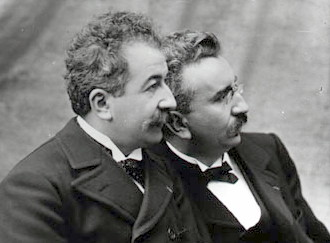
Hermanos Lumière

Como otras formas de arte, el cine retrata la autenticidad que enfrentan varias personas. Francia puede considerarse uno de los principales pioneros de toda la industria cinematográfica global. La prueba de esta afirmación es que entre 1895 y 1905 Francia inventó el concepto de cine cuando los Hermanos Lumière proyectaron su primera película el 28 de diciembre de 1895, llamada La llegada de un tren a la estación de La Ciotat, en París.
Duró solo 50 segundos, pero lanzó y dio origen a un nuevo medio de expresión en la industria cinematográfica. Los Hermanos Lumière de Francia han sido acreditados desde 1895 y reconocidos como los descubridores de la cámara de cine. Sin embargo, a pesar de que otros inventores lo precedieron, su logro a menudo se considera en la perspectiva de esta era creativa.
El cinematógrafo del tamaño de una maleta de Lumière, que era móvil, sirvió como una unidad de dispensación de películas, cámara y proyector todo en uno. Durante la década de 1890, las películas de cine se alargaron unos minutos y comenzaron a consistir en varias tomas también. Otros pioneros también fueron franceses, incluidos Niépce, Daguerre y Marey, durante la década de 1880 lograron combinar ciencia y arte para lanzar la industria cinematográfica.
Los pioneros del cine francés se vieron influenciados por su herencia histórica derivada de la necesidad de expresar la narrativa de una nación. El siglo XIX en Francia fue un período de nacionalismo lanzado por la Revolución Francesa (1789-1792). Marey (1830-1904) inventó el arma fotográfica (1882) que fue desarrollada para funcionar y poder tener un papel fotográfico de 150 imágenes en movimiento. Emile Reynaud 1844-1918 fue el padre fundador de la animación.
El cortometraje animado Pantomimes Lumineuses se exhibió durante 1892 en el Museo Grévin y fue desarrollado como resultado de su invención, el proyector Praxinoscopio. Esta invención reunió color y dibujos hechos a mano. La Compañía de Cine fue establecida como el primer estudio de cine de Francia antes de Estudio de Cine Pathé y fundada por Gaumont (1864-1946). En 1907, Gaumont fue el estudio de cine más grande del mundo, también impulsó el trabajo de la primera cineasta mujer Guy-Blaché quien creó la película L'enfant de la barricade.

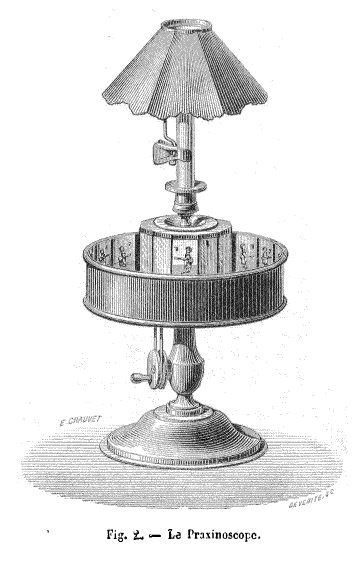
Praxinoscopio inventado por Reynaud

### Cine francés antes y después de la Primera Guerra Mundial
El período anterior a la Primera Guerra Mundial marcó las influencias del pasado histórico de Francia con el cine, no solo galvanizando un período de avances en ciencia e ingeniería, sino también una necesidad de que el cine se convirtiera en una plataforma para explorar la narrativa de su cultura y al hacerlo, creó una plataforma narcisista. Antes de la Primera Guerra Mundial, el cine francés e italiano dominaba el cine europeo. Zecca, el director general en Pathé Frères, perfeccionó la versión cómica de la película de persecución que se inspiró en los Keystone Kops. Además, Max Linder creó un personaje cómico que influyó profundamente en el trabajo de Charlie Chaplin.
Otras películas que comenzaron antes de la guerra en Francia también incluyeron The Assassination of the Duke of Guise así como el movimiento film d'art en 1908. Estas películas retrataban las realidades de la vida humana, especialmente dentro de la sociedad europea. Además, el cine francés produjo espectáculos de disfraces que atrajeron atención y trajeron prominencia global antes del inicio de la Primera Guerra Mundial.
Aproximadamente el 70% de las películas globales se importaban de los estudios de París de Éclair, Gaumont y Pathé antes de la guerra. Sin embargo, cuando comenzó la Primera Guerra Mundial, la industria cinematográfica francesa declinó durante la guerra porque perdió muchos de sus recursos que fueron drenados para apoyar la guerra. Además, la Primera Guerra Mundial bloqueó la exportación de películas francesas, obligándola a reducir las grandes producciones para centrarse en la realización de películas de bajo presupuesto.
Sin embargo, en los años posteriores a la guerra, las películas estadounidenses ingresaron cada vez más al mercado francés porque la industria cinematográfica estadounidense no se vio tan afectada por la guerra. Esto significó que un total del 70% de las películas de Hollywood se proyectaron en Francia. Durante este período, la industria cinematográfica francesa enfrentó una crisis ya que el número de sus largometrajes producidos disminuyó y fueron superados por sus competidores, incluidos los Estados Unidos de América y Alemania.

### Cine francés después de la Segunda Guerra Mundial
Tras el final de la Segunda Guerra Mundial, el arte del cine francés comenzó su formación de la imagen moderna, así como a reconocer sus impactos posteriores. Tras el establecimiento y crecimiento de las industrias cinematográficas estadounidense y alemana durante la era posterior a la Primera Guerra Mundial, así como durante la Gran Depresión. Muchas películas alemanas y estadounidenses tomaron el escenario del mercado francés y global. Además, durante la Segunda Guerra Mundial, la industria cinematográfica francesa se centró principalmente en la producción de películas antinazis, especialmente a finales de la década de 1940 cuando la guerra llegó a su fin.
Tras esta era, los directores de la industria cinematográfica francesa comenzaron a abordar los problemas que afectan al humanismo y también se enfocaron en la producción de películas entretenidas de alta calidad. Además, la proyección de clásicos literarios franceses involucró La cartuja de Parma y Rojo y negro que alcanzaron gran fama en todo el mundo. Además, Nowell-Smith (2017) afirma que una de las obras cinematográficas principales que ganó popularidad durante ese período fue la película dirigida por Resnais, Mon Amour. Esto llevó a Cannes a albergar su primer festival internacional de cine recibiendo el estatus anual.

### Estilos y convenciones en el cine francés
La Nueva Ola Francesa, que estuvo acompañada por sus formas cinematográficas, condujo a una nueva mirada al cine francés. El cine tenía diálogos improvisados, cambios rápidos de escena y tomas que iban más allá del eje estándar de 180 grados. Además, la cámara no se utilizaba para cautivar a la audiencia con una narrativa detallada y visuales extremos, sino que se usaba para jugar con las expectativas del cine. Clásicamente, las convenciones destacaban un control tenso sobre el procedimiento de realización de películas. Además, la Nueva Ola evitó esto intencionadamente. Las películas se rodaban generalmente en lugares públicos con diálogos inventados y tramas construidas sobre la marcha.
En varios sentidos, parecía descuidado, pero también capturó un entusiasmo e impulsividad que ninguna película famosa podía esperar igualar. Además, los cineastas de la Nueva Ola Francesa generalmente abandonaron la utilización de la remezcla de su sonido. En cambio, utilizaron una banda sonora naturalista grabada durante la captura e ilustrada sin alterar, incluso si incluía intrusiones y errores. Además, prestó a la película una sensación de frescura y energía como sus otras habilidades que no estaban en películas pasadas. Usaron cámaras de mano que podían grabar bien en espacios reducidos generando una familiaridad que las cámaras más costosas y más engorrosas no podían rivalizar. La mayoría de las películas de la Nueva Ola usaron tomas largas y extendidas que fueron facilitadas por este tipo de cámaras. Por último, las películas francesas usaron cortes de salto que sacaban a los espectadores del drama en pantalla, a diferencia de la realización de películas tradicional.

### Avant-garde
Este fue el cine impresionista francés que se refiere a un grupo de películas y cineastas franceses de la década de 1920. Estos cineastas, sin embargo, se consideran responsables de producir cines que definieron el cine. El movimiento ocurrió entre 1918 y 1930, un período que vio un rápido crecimiento y cambio del cine francés y global. Una de las principales estimulaciones detrás de la vanguardia impresionista francesa fue descubrir la impresión del "cine puro" y estilizar el cine en una forma de arte y como un enfoque de simbolismo y demostración en lugar de simplemente contar una historia.
Esta vanguardia destacó la asociación entre el realismo y la cámara. Esto fue el resultado de "photogenie", la concepción de Epstein sobre descubrir la impresión de la realidad específicamente a través de la cámara, enfatizando el hecho de que retrata la personalidad en la película. Las técnicas cinematográficas obvias utilizadas por la vanguardia impresionista francesa son la cámara lenta, el enfoque suave, las disoluciones y la alteración de imágenes para desarrollar la expresión creativa.

### Directores destacados del cine impresionista francés
- Louis Delluc
- Marcel L'Herbier
- Germaine Dulac
- Jean Epstein
- Jean Renoir
- Abel Gance

### Películas impresionistas francesas famosas
- Nana (1926) dirigida por Jean Renoir
- La Femme De Nulle Part (1922) dirigida por Louis Delluc
- La sonriente Madame Beudet (1922) dirigida por Germaine Dulac
- La Dixiéme Symphonie (1918) dirigida por Abel Gance
- J’accuse…! (1919) dirigida por Abel Gance
- La Roue (1923) dirigida por Abel Gance
- Corazón fiel (1923) dirigida por Jean Epstien
- El Dorado (1921) dirigida por Marcel L'Herbier
- Napoléon (1927) dirigida por Abel Gance

## Cine italiano

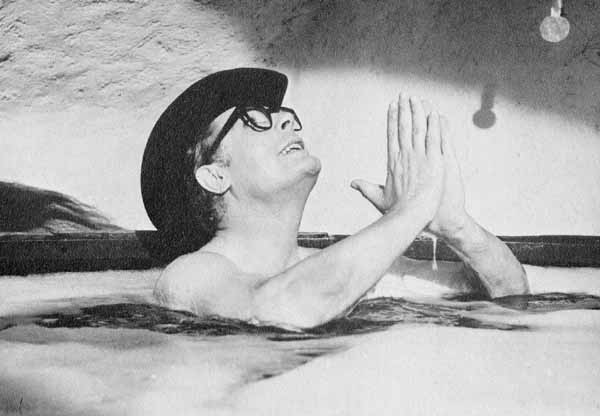
Marcello Mastroianni en Fellini ocho y medio (1963) de Federico Fellini, considerada una de las mejores películas de todos los tiempos

Desde sus inicios, el cine de Italia ha influido en movimientos cinematográficos en todo el mundo. Italia es uno de los lugares de nacimiento del cine de arte y el aspecto estilístico de la película ha sido uno de los factores más importantes en la historia del cine italiano. Italia es el país más galardonado en los Premios Óscar por Mejor Película Internacional, con 14 victorias, 3 Premios Especiales y 31 nominaciones. Desde 2016, las películas italianas han ganado 12 Palmas de Oro, 11 León de Oro, y 7 Oso de Oro. El país también es famoso por su prestigioso Festival de Cine de Venecia, el festival de cine más antiguo del mundo, que se celebra anualmente desde 1932 y otorga el León de Oro. Los Premios David de Donatello son uno de los premios más prestigiosos a nivel nacional. Presentados por la Accademia del Cinema Italiano en los estudios de Cinecittà, durante la ceremonia de premiación, los ganadores reciben una reproducción en miniatura de la famosa estatua. Los candidatos finalistas para el premio, según la tradición, son recibidos primero en el Palacio del Quirinal por el Presidente de Italia. El evento es el equivalente italiano de los Premios Óscar estadounidenses.

### Período temprano
El cine italiano comenzó justo después de que los Hermanos Lumière introdujeran las exhibiciones de películas. El primer director italiano es considerado Vittorio Calcina, un colaborador de los Hermanos Lumière que estuvo activo desde 1896 hasta 1905. Las primeras películas datan de 1896 y se realizaron en las principales ciudades de la península itálica. Estos breves experimentos encontraron inmediatamente la curiosidad de la clase popular, alentando a los operadores a producir nuevas películas hasta que sentaron las bases para el nacimiento de una verdadera industria cinematográfica. A principios del siglo XX, se realizaron películas artísticas y épicas como Otello (1906), Los últimos días de Pompeya (1908), El infierno (1911), Quo Vadis (1913) y Cabiria (1914), como adaptaciones de libros o obras de teatro. Los cineastas italianos utilizaban diseños de escenarios complejos, vestuarios lujosos y presupuestos récord para producir películas pioneras. Sperduti nel buio, un drama mudo dirigido por Nino Martoglio y producido en 1914, documentó la vida en los barrios pobres de Nápoles y se considera un precursor del movimiento del neorrealismo italiano de las décadas de 1940 y 1950. La única copia sobreviviente de esta película fue destruida por las fuerzas nazis alemanas durante la Segunda Guerra Mundial. Esta película se basa en una obra de teatro de 1901 del mismo título de Roberto Bracco. En los primeros años del siglo XX, el cine mudo se desarrolló, llevando a numerosas estrellas italianas al primer plano hasta el final de la Primera Guerra Mundial.
- Video de Il finto storpio al Castello Sforzesco ("El falso tullido en el Castillo Sforzesco") de Italo Pacchioni (1896)
- Video de La presa di Roma ("La Toma de Roma") de Filoteo Alberini (1905, versión de seis minutos)

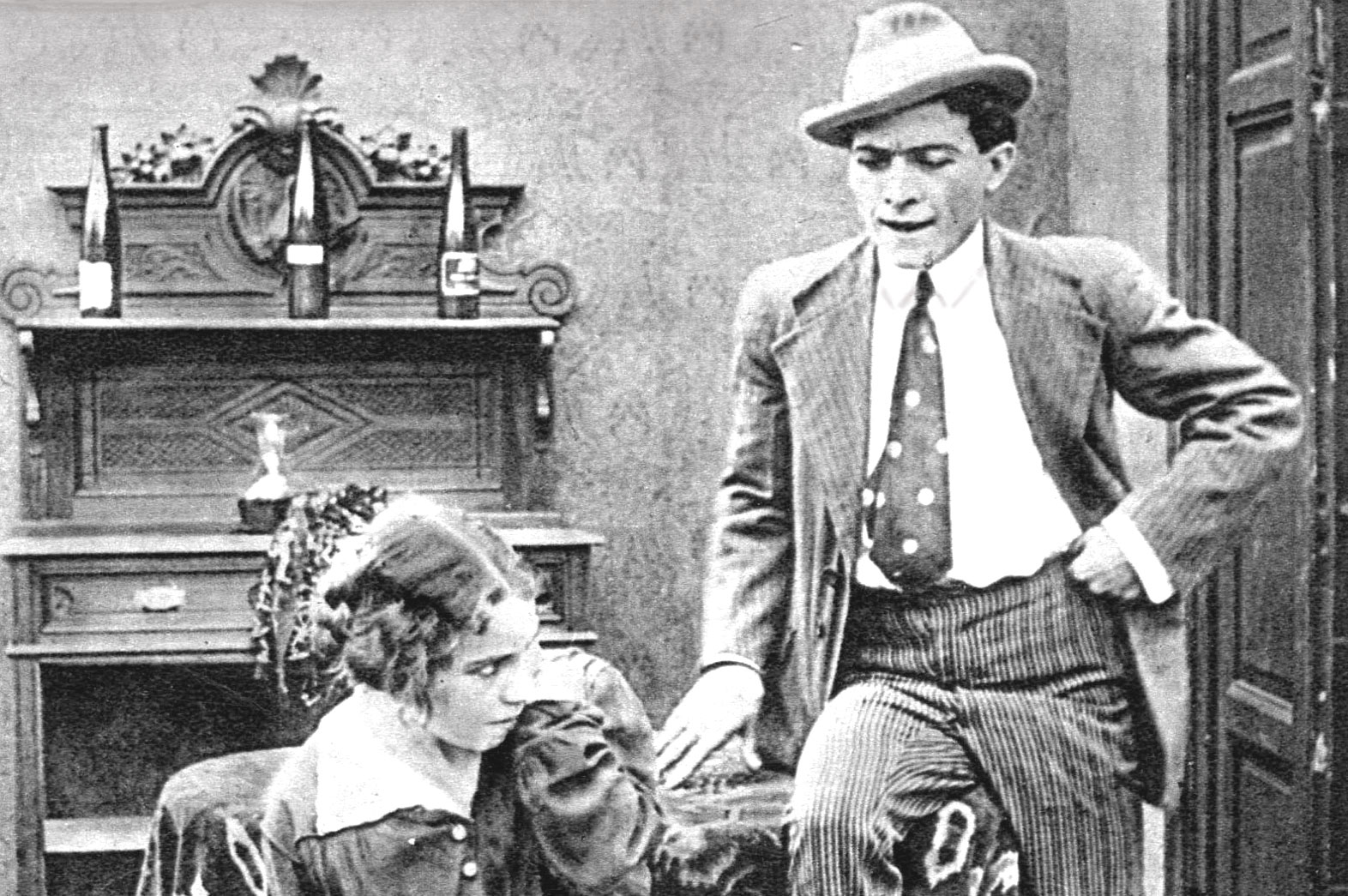
Perdidos en la oscuridad de Nino Martoglio (1914), considerado un precursor del movimiento del neorrealismo italiano de las décadas de 1940 y 1950.

### Cine futurista

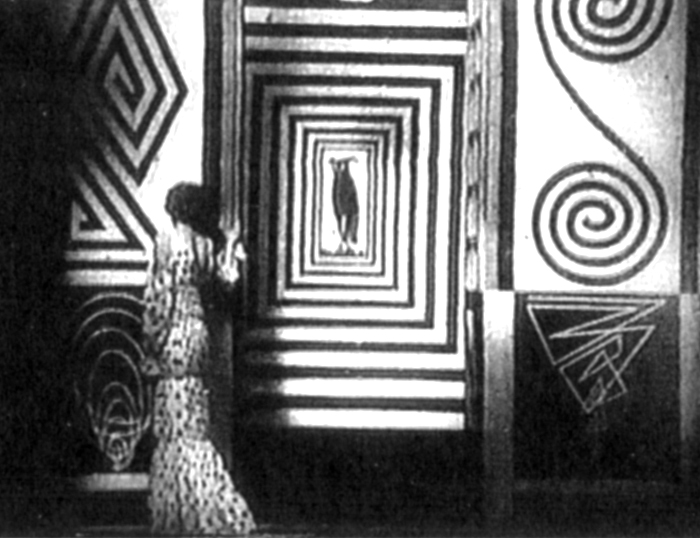
Thaïs de Anton Giulio Bragaglia (1917)

El cine futurista italiano fue el movimiento más antiguo del cine de vanguardia europeo. El futurismo italiano, un movimiento artístico y social, impactó en la industria cinematográfica italiana de 1916 a 1919. Influyó en el cine futurista ruso y en el cine expresionista alemán. Su importancia cultural fue considerable e influyó en todas las vanguardias posteriores, así como en algunos autores de cine narrativo; su eco se expande a las visiones oníricas de algunas películas de Alfred Hitchcock.
El futurismo enfatizaba el dinamismo, la velocidad, la tecnología, la juventud, la violencia y objetos como el automóvil, el avión y la ciudad industrial. Sus figuras clave fueron los italianos Filippo Tommaso Marinetti, Umberto Boccioni, Carlo Carrà, Fortunato Depero, Gino Severini, Giacomo Balla y Luigi Russolo. Glorificaba la modernidad y buscaba liberar a Italia del peso de su pasado.
El Manifiesto de la Cinematografía Futurista de 1916 fue firmado por Filippo Tommaso Marinetti, Armando Ginna, Bruno Corra, Giacomo Balla y otros. Para los futuristas, el cine era una forma de arte ideal, siendo un medio fresco y capaz de ser manipulado por la velocidad, los efectos especiales y la edición. La mayoría de las películas de temática futurista de este período se han perdido, pero los críticos citan Thaïs (1917) de Anton Giulio Bragaglia como una de las más influyentes, sirviendo como la principal inspiración para el cine expresionista alemán en la década siguiente.
La industria cinematográfica italiana luchó contra la creciente competencia extranjera en los años posteriores a la Primera Guerra Mundial. Varios estudios importantes, entre ellos Cines y Ambrosio, formaron la Unione Cinematografica Italiana para coordinar una estrategia nacional para la producción de películas. Sin embargo, este esfuerzo fue en gran medida infructuoso debido a una amplia desconexión entre la producción y la exhibición (algunas películas no se estrenaron hasta varios años después de su producción).

### Neorrealismo

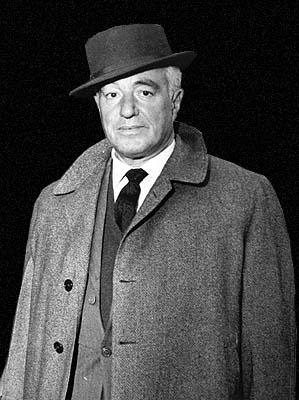
Vittorio De Sica, una figura destacada del movimiento neorrealista y uno de los cineastas más aclamados e influyentes de todos los tiempos.

Al final de la Segunda Guerra Mundial, el movimiento "neorrealista" italiano comenzó a tomar forma. Las películas neorrealistas típicamente trataban sobre la clase trabajadora (en contraste con los Telefoni Bianchi) y se rodaban en locaciones reales. Muchas películas neorrealistas, aunque no todas, utilizaban actores no profesionales. Aunque el término "neorrealismo" se usó por primera vez para describir la película de Luchino Visconti de 1943, Obsesión, hubo varios precursores importantes del movimiento, notablemente Gli uomini, che mascalzoni! (1932) de Camerini, que fue la primera película italiana rodada íntegramente en locaciones y Cuatro pasos por las nubes (1942) de Blasetti.

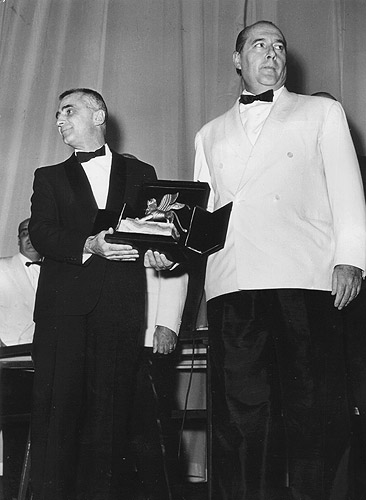
Roberto Rossellini y Mario Monicelli ganando el León de Oro por El general Della Rovere y La gran guerra respectivamente.

Obsesión enfureció a los funcionarios fascistas. Al ver la película, se dice que Vittorio Mussolini gritó: "¡Esto no es Italia!" antes de salir del teatro. La película fue posteriormente prohibida en las partes de Italia controladas por los fascistas. Mientras el neorrealismo explotó después de la guerra y fue increíblemente influyente a nivel internacional, las películas neorrealistas constituían solo un pequeño porcentaje de las películas italianas producidas durante este período, ya que los espectadores italianos de posguerra preferían comedias escapistas protagonizadas por actores como Totò y Alberto Sordi.
Obras neorrealistas como la trilogía de Roberto Rossellini Roma, ciudad abierta (1945), Paisà (1946) y Alemania, año cero (1948), con actores profesionales como Anna Magnani y varios actores no profesionales, intentaron describir las difíciles condiciones económicas y morales de la Italia de posguerra y los cambios en la mentalidad pública en la vida cotidiana. La tierra tiembla (1948) de Visconti fue rodada en locaciones en un pueblo pesquero siciliano y utilizó actores no profesionales locales. Giuseppe De Santis, por otro lado, usó actores como Silvana Mangano y Vittorio Gassman en su película de 1949, Arroz amargo, que se desarrolla en el Valle del Po durante la temporada de cosecha de arroz.
La poesía y la crueldad de la vida se combinaron armónicamente en las obras que Vittorio De Sica escribió y dirigió junto con el guionista Cesare Zavattini: entre ellas, Sciuscià (1946), Ladrones de bicicletas (1948) y Milagro en Milán (1951). La película de 1952 Umberto D. mostró a un anciano pobre con su pequeño perro, que debe pedir limosna contra su dignidad en la soledad de la nueva sociedad. Esta obra es quizás la obra maestra de De Sica y una de las obras más importantes del cine italiano. No fue un éxito comercial y desde entonces se ha mostrado en la televisión italiana solo unas pocas veces. Sin embargo, es quizás el ataque más violento, en la aparente tranquilidad de la acción, contra las reglas de la nueva economía, la nueva mentalidad, los nuevos valores, y encarna tanto una visión conservadora como progresista.
Aunque Umberto D. se considera el final del período neorrealista, películas posteriores como La strada (1954) de Federico Fellini y Dos mujeres (1960) de De Sica, por la que Sophia Loren ganó el Óscar a la Mejor Actriz, se agrupan con el género. La primera película de Pier Paolo Pasolini, Accattone (1961), muestra una fuerte influencia neorrealista. El cine neorrealista italiano influyó en cineastas de todo el mundo y ayudó a inspirar otros movimientos cinematográficos, como la Nueva Ola Francesa y la Escuela Polaca de Cine. El período neorrealista a menudo se conoce simplemente como "La Edad de Oro" del cine italiano por críticos, cineastas y estudiosos.

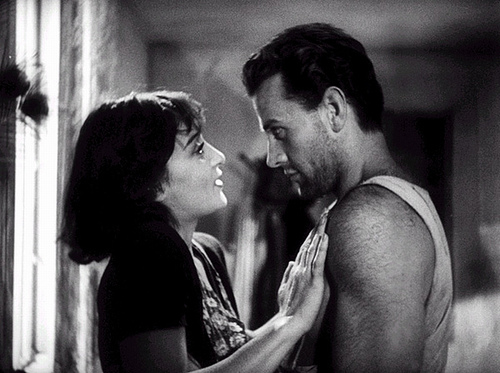
Obsesión (1943), de Luchino Visconti.
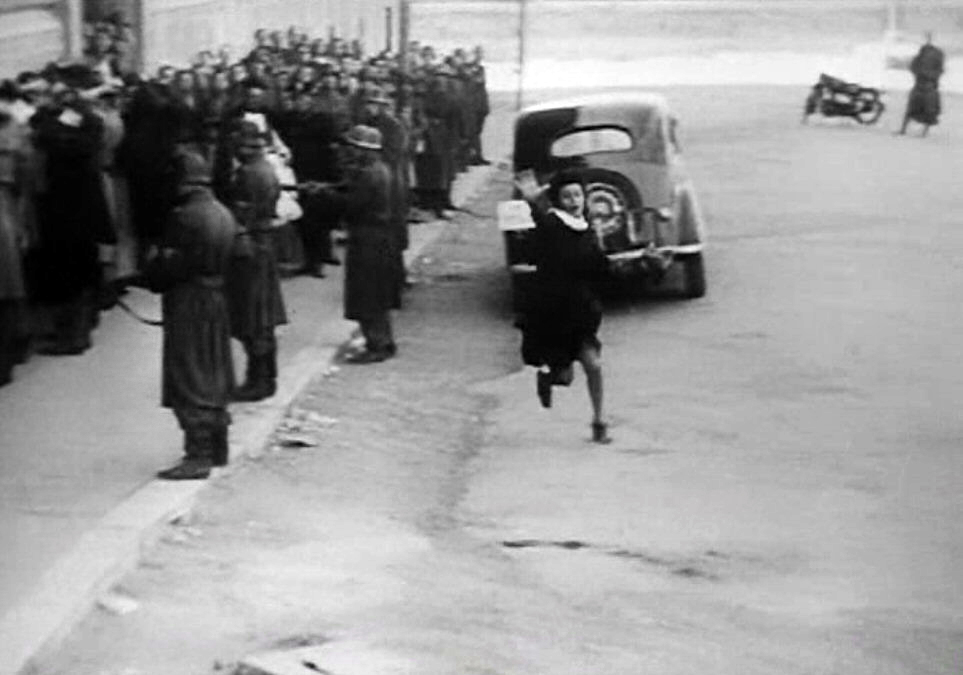
Una toma fija de Roma, ciudad abierta (1945), de Roberto Rossellini.
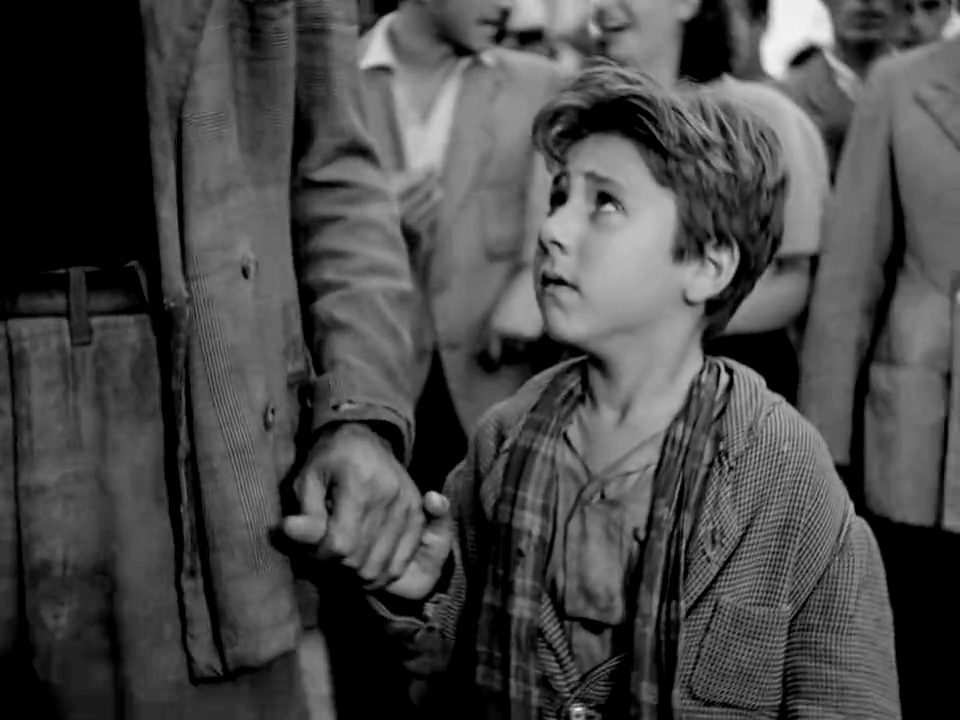
Ladrones de bicicletas (1948), de Vittorio De Sica, clasificada entre las mejores películas jamás realizadas y parte del canon del cine clásico.
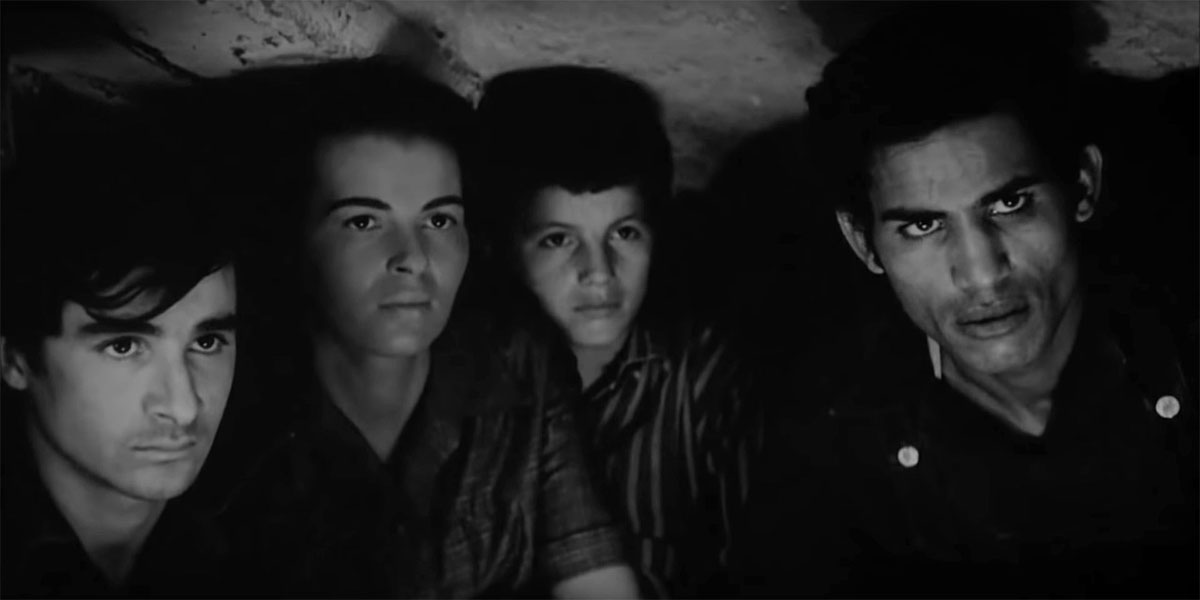
La batalla de Argel (1966) de Gillo Pontecorvo a menudo se asocia con el neorrealismo italiano.

### Federico Fellini

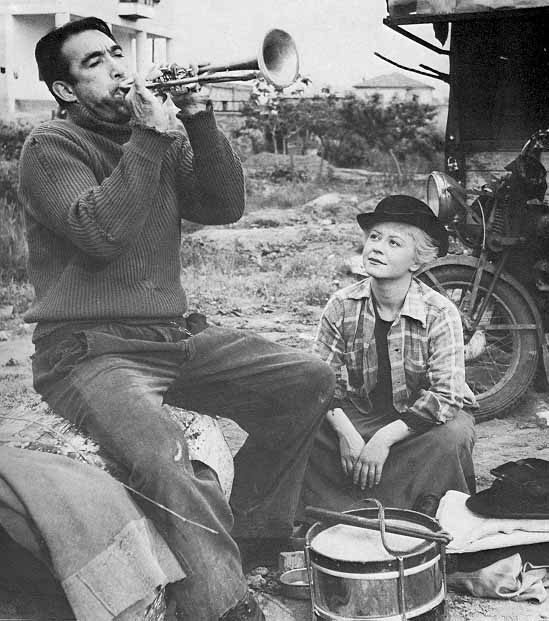
La strada de Federico Fellini (1954), protagonizada por Anthony Quinn, Richard Basehart y Giulietta Masina

Federico Fellini es reconocido como uno de los cineastas más grandes e influyentes de todos los tiempos. Fellini ganó la Palma de Oro por La dolce vita, fue nominado a doce Premios Óscar, y ganó cuatro en la categoría de Mejor Película Internacional, la mayor cantidad para cualquier director en la historia de la academia. Recibió un premio honorífico por su trayectoria en la 65.ª edición de los Premios Óscar en Los Ángeles. Otras películas conocidas suyas incluyen La strada (1954), Las noches de Cabiria (1957), Julieta de los espíritus (1967), Satyricon (1969), Roma (1972), Amarcord (1973) y Casanova de Fellini (1976).
Visiones personales y altamente idiosincrásicas de la sociedad, las películas de Fellini son una combinación única de memoria, sueños, fantasía y deseo. Los adjetivos "Felliniano" y "Fellinesco" son "sinónimos de cualquier tipo de imagen extravagante, fantasiosa, incluso barroca en el cine y en el arte en general". La dolce vita contribuyó con el término paparazzi al idioma inglés, derivado de Paparazzo, el amigo fotógrafo del periodista Marcello Rubini (Marcello Mastroianni).
Cineastas contemporáneos como Tim Burton, Terry Gilliam, Emir Kusturica y David Lynch han citado la influencia de Fellini en su trabajo.

### Commedia all'italiana

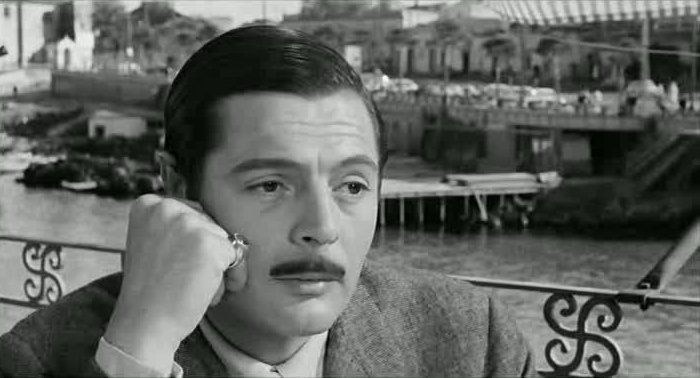
Divorcio a la italiana de Pietro Germi (1961)

La Commedia all'italiana ("Comedia a la italiana") es un género cinematográfico italiano nacido en Italia en la década de 1950 y desarrollado en las siguientes décadas de 1960 y 1970. Se considera ampliamente que comenzó con Los desconocidos de siempre de Mario Monicelli en 1958 y deriva su nombre del título de Divorcio a la italiana de Pietro Germi, 1961. Según la mayoría de los críticos, La terraza de Ettore Scola (1980) es la última obra considerada parte de la Commedia all'italiana.
Más que un género específico, el término indica un período (aproximadamente desde finales de la década de 1950 hasta principios de la de 1970) en el que la industria cinematográfica italiana producía muchas comedias exitosas, con algunos rasgos comunes como la sátira de las costumbres, tonos farsescos y grotescos, un fuerte enfoque en temas sociales "picantes" de la época como asuntos sexuales, divorcio, anticoncepción, matrimonio del clero, el ascenso económico del país y sus diversas consecuencias, la influencia religiosa tradicional de la Iglesia católica en Italia y un escenario predominantemente de clase media, a menudo caracterizado por un trasfondo sustancial de tristeza y crítica social que diluía los contenidos cómicos.

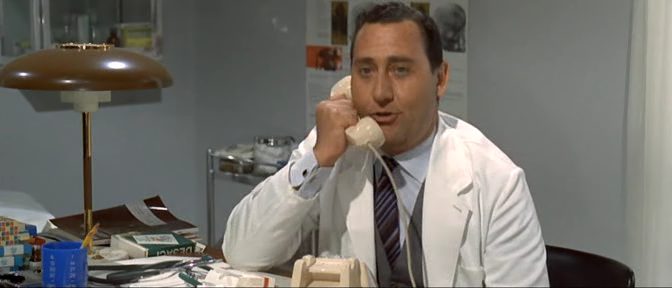
El médico de la mutua de Luigi Zampa (1968)

El género de la Commedia all'italiana se diferencia notablemente de la comedia ligera y despreocupada de la tendencia del llamado "neorrealismo rosa", en boga hasta toda la década de 1950, ya que, partiendo de la lección del neorrealismo, se basa en una adherencia más franca en la escritura a la realidad; por lo tanto, junto a las situaciones y tramas cómicas típicas de la comedia tradicional, siempre combina, con ironía, una sátira mordaz y a veces amarga de las costumbres, que refleja la evolución de la sociedad italiana en esos años.

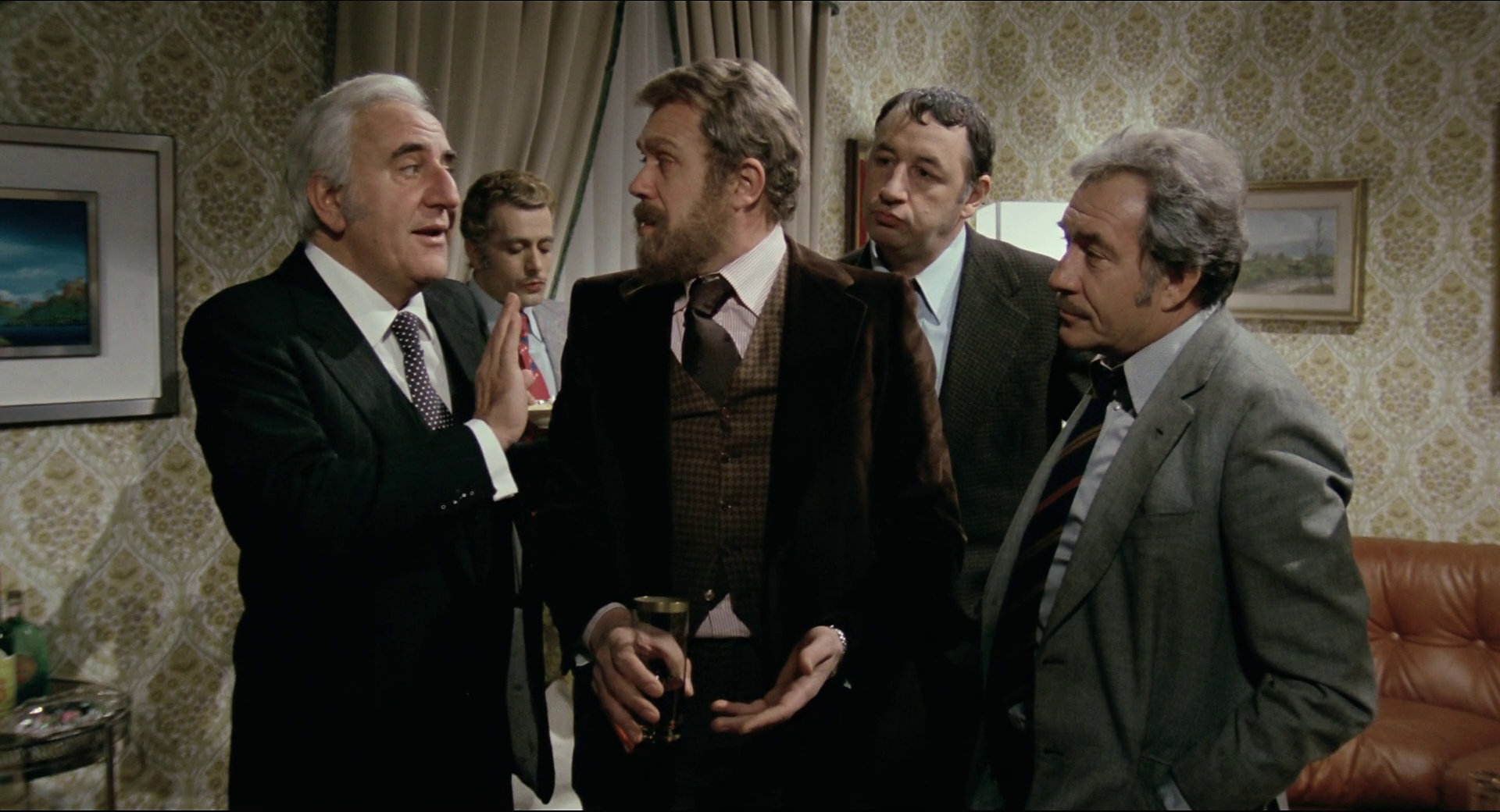
Mis amigos de Mario Monicelli (1975)

El éxito de las películas pertenecientes al género de la "Commedia all'italiana" se debe tanto a la presencia de toda una generación de grandes actores, que supieron encarnar magistralmente los vicios y virtudes y los intentos de emancipación pero también las vulgaridades de los italianos de la época, como al cuidadoso trabajo de directores, narradores y guionistas, que inventaron un género real, con connotaciones esencialmente nuevas, logrando encontrar material precioso para sus creaciones cinematográficas en los pliegues de una rápida evolución con muchas contradicciones.
Entre los actores, los principales representantes son Alberto Sordi, Ugo Tognazzi, Vittorio Gassman, Marcello Mastroianni y Nino Manfredi, mientras que entre las actrices está Monica Vitti. Entre los directores y películas, en 1961 Dino Risi dirigió Una vida difícil, luego La escapada, ahora una película de culto, seguida por: Monstruos de hoy, En nombre del pueblo italiano y Perfume de mujer. Las obras de Monicelli incluyen La gran guerra, Los compañeros, El ejército Brancaleone, Queremos a los coroneles, Novela popular y la serie Mis amigos.
Para la mayoría de los críticos, la verdadera y propia "Commedia all'italiana" se considera definitivamente desaparecida desde principios de la década de 1980, dando paso, como mucho, a una "Commedia italiana" ("comedia italiana").

### Spaghetti Western

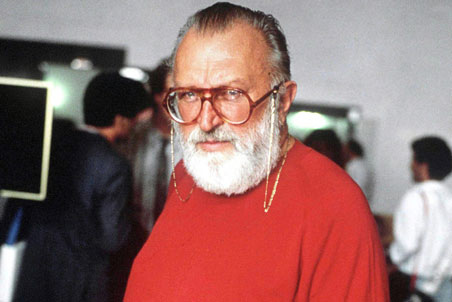
Sergio Leone, ampliamente considerado como uno de los directores más influyentes en la historia del cine.

A raíz de la fiebre del cine de espada y sandalia, surgió un género relacionado, el Spaghetti Western, que fue popular tanto en Italia como en otros lugares. Estas películas se diferenciaban de los westerns tradicionales por ser filmadas en Europa con presupuestos limitados, pero destacaban por una cinematografía vívida. El término fue usado por críticos extranjeros porque la mayoría de estos westerns fueron producidos y dirigidos por italianos.
Los Spaghetti Westerns más populares fueron los de Sergio Leone, acreditado como el inventor del género, cuya Trilogía del dólar (Por un puñado de dólares de 1964, una nueva versión no autorizada de la película japonesa Yojimbo de Akira Kurosawa; Por unos dólares más de 1965, una secuela original; y El bueno, el malo y el feo de 1966, una precuela mundialmente famosa), protagonizada por Clint Eastwood como un personaje comercializado como "el Hombre sin nombre" y con partituras notorias de Ennio Morricone, llegó a definir el género junto con Érase una vez en el Oeste (1968).
Otra película popular de Spaghetti Western es Django de Sergio Corbucci (1966), protagonizada por Franco Nero como el personaje titular, otro plagio de Yojimbo, producido para capitalizar el éxito de Por un puñado de dólares. El Django original fue seguido por una secuela autorizada (Django ataca de nuevo de 1987) y un número abrumador de usos no autorizados del mismo personaje en otras películas.

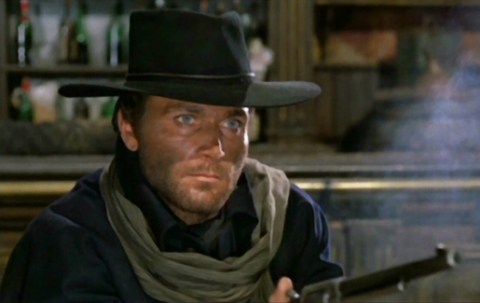
Franco Nero como Django en la película del mismo nombre de Sergio Corbucci (1966).
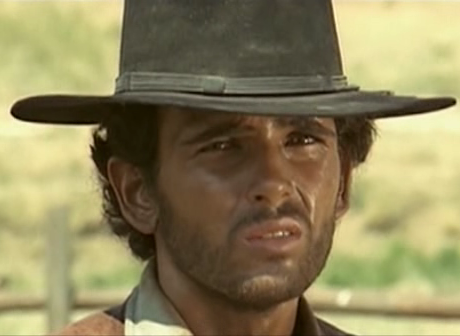
Tierra de gigantes de Ferdinando Baldi (1969)

### Giallo
Durante las décadas de 1960 y 1970, los cineastas italianos Mario Bava, Riccardo Freda, Antonio Margheriti y Dario Argento desarrollaron películas de horror giallo (plural gialli, de giallo, italiano para "amarillo") que se convirtieron en clásicos e influyeron en el género en otros países. Películas representativas incluyen: La muchacha que sabía demasiado (1963), Castle of Blood (1964), El pájaro de las plumas de cristal (1970), Bahía de sangre (1971), Profondo Rosso (1975) y Suspiria (1977).
El giallo es un género de ficción de misterio y suspenso y a menudo contiene elementos de terror, ficción criminal, suspenso psicológico, horror psicológico, explotación sexual y con menos frecuencia, elementos de horror sobrenatural. El giallo se desarrolló a mediados y finales de la década de 1960, alcanzó su pico de popularidad durante la década de 1970 y posteriormente declinó en el cine comercial durante las siguientes décadas, aunque se siguen produciendo ejemplos. Fue un predecesor e influyó significativamente en el posterior género estadounidense de cine slasher.

Las películas giallo generalmente se caracterizan como ficción de misterio y asesinato espeluznantes que combinan los elementos de ficción de terror (como violencia slasher) y erotismo (similar al género francés fantastique) y a menudo involucran a un asesino misterioso cuya identidad no se revela hasta el acto final de la película. La mayoría de los críticos están de acuerdo en que el giallo representa una categoría distinta con características únicas, pero hay cierto desacuerdo sobre qué define exactamente una película giallo.

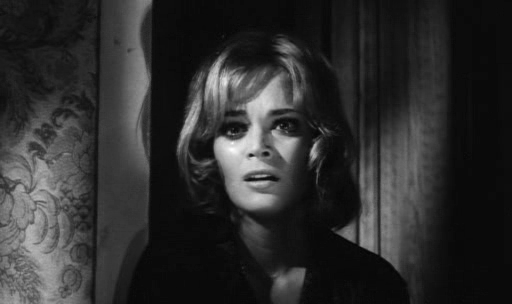
La muchacha que sabía demasiado de Mario Bava (1963), considerada por la mayoría de los críticos como la primera película giallo.

Las películas giallo se caracterizan generalmente como thrillers de misterio y asesinato espeluznantes que combinan los elementos de suspenso de la ficción detectivesca con escenas de horror impactante, con un exceso de derramamiento de sangre, un trabajo de cámara estilizado y a menudo arreglos musicales discordantes. La trama arquetípica de giallo involucra a un asesino psicópata misterioso, con guantes negros, que acecha y asesina a una serie de mujeres hermosas. Mientras que la mayoría de los gialli involucran a un asesino humano, algunos también presentan un elemento sobrenatural.
El protagonista típico de giallo es un forastero de algún tipo, a menudo un viajero, turista, marginado, o incluso un investigador privado alienado o deshonrado y frecuentemente una mujer joven que está sola, en una situación o ambiente extraño o extranjero (los gialli rara vez o con menos frecuencia presentan a oficial de la ley como protagonistas principales).
Los protagonistas generalmente no están conectados con los asesinatos antes de que comiencen y se ven atraídos a ayudar a encontrar al asesino a través de su papel como testigos de uno de los asesinatos. El misterio es la identidad del asesino, que a menudo se revela en el clímax como otro personaje clave, que oculta su identidad con un disfraz (generalmente alguna combinación de sombrero, máscara, gafas de sol, guantes y gabardina). Así, el elemento literario de "¿quién lo ha hecho?" de las novelas giallo se conserva, mientras se filtra a través de elementos del género de terror y la larga tradición de Italia en ópera y drama escénico grand guignol. La estructura de las películas giallo también es a veces reminiscentes del género de misterio de terror de las revistas pulp "weird menace" junto a Edgar Allan Poe y Agatha Christie.

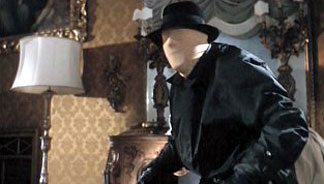
Una escena de Sangre y encaje negro de Mario Bava (1964)
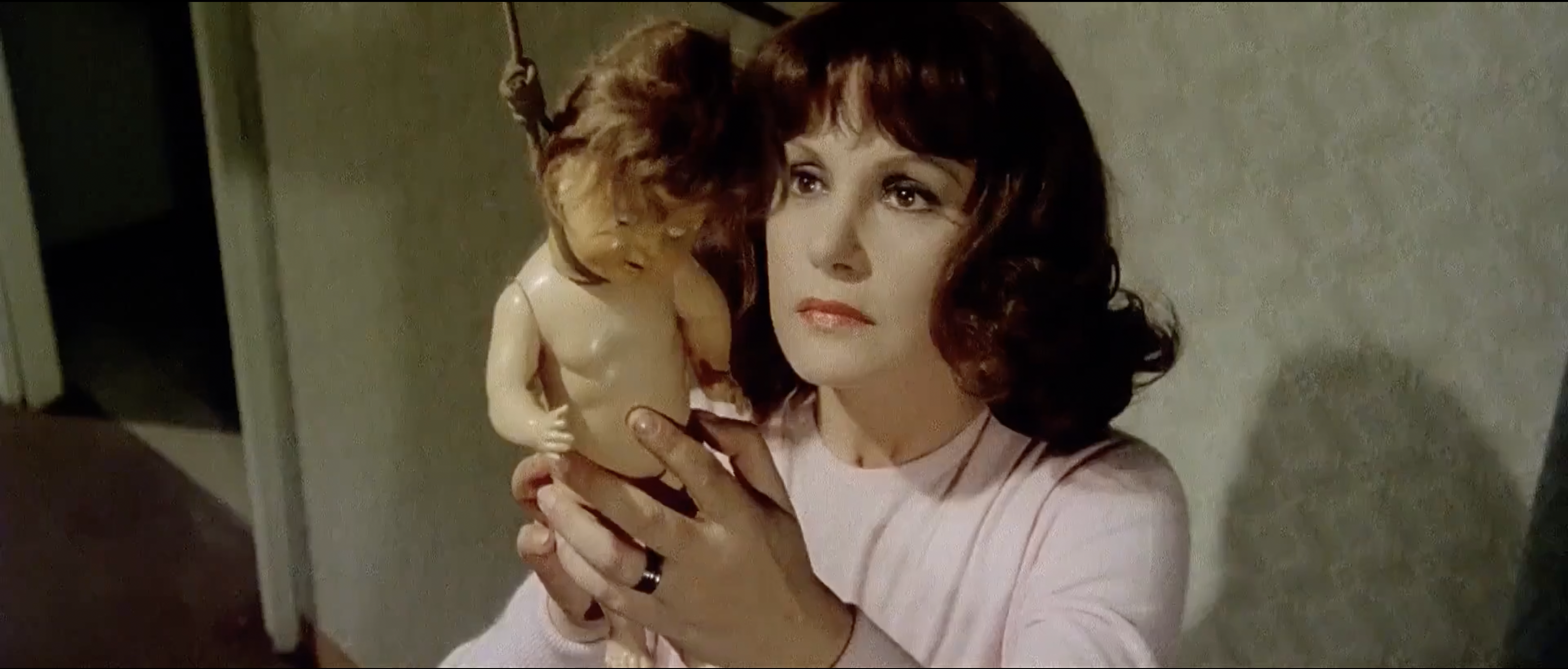
Giuliana Calandra en una escena famosa de Rojo oscuro de Dario Argento (1975)

### Cien películas italianas para salvar

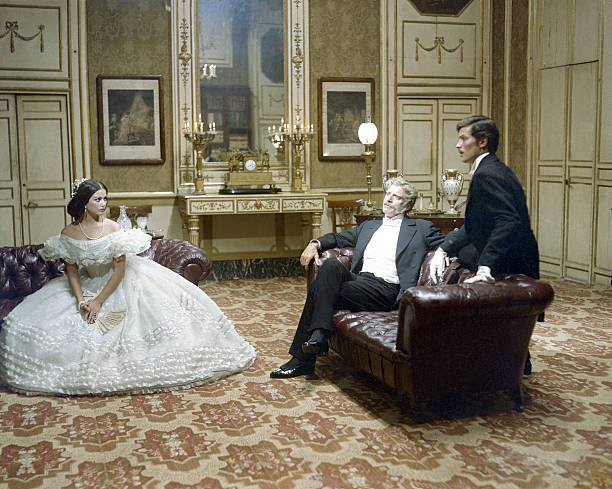
El gatopardo (1963) de Luchino Visconti

La lista de las Cien películas italianas para salvar (en italiano: Cento film italiani da salvare) fue creada con el objetivo de reportar "100 películas que han cambiado la memoria colectiva del país entre 1942 y 1978". La preservación de películas o restauración de películas, describe una serie de esfuerzos continuos entre historiadores de cine, archivistas, museos, cinematecas y organización sin fines de lucro para rescatar el celuloide en descomposición y preservar las imágenes que contienen. En el sentido más amplio, la preservación asegura que una película continúe existiendo lo más cerca posible de su forma original.
El proyecto fue establecido en 2008 por la sección del festival Venice Days del 65.º Festival Internacional de Cine de Venecia, en colaboración con Cinecittà Holding y con el apoyo del Ministero della Cultura - MiC. La lista fue editada por Fabio Ferzetti, crítico de cine del periódico Il Messaggero, en colaboración con el director de cine Gianni Amelio y los escritores y críticos de cine Gian Piero Brunetta, Giovanni De Luna, Gianluca Farinelli, Giovanna Grignaffini, Paolo Mereghetti, Morando Morandini, Domenico Starnone y Sergio Toffetti. Al final de la lista se añaden los documentales de Vittorio De Seta rodados entre 1954 y 1959.

### Museos

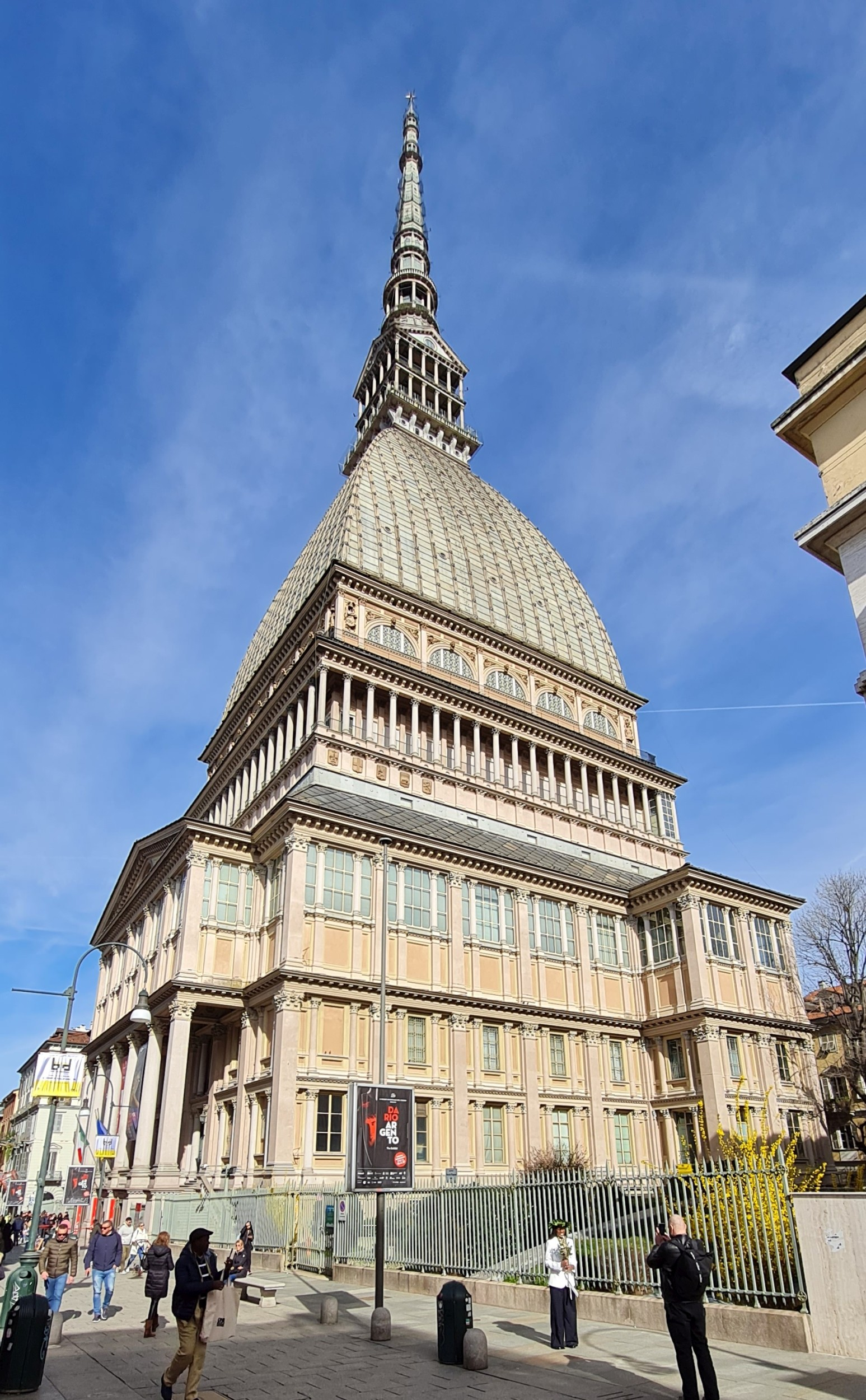
La Mole Antonelliana en Turín, que alberga el Museo Nacional del Cine

El Museo Nacional del Cine (italiano: Museo Nazionale del Cinema) ubicado en Turín es un museo de cine dentro de la torre Mole Antonelliana. Es operado por la Fundación Maria Adriana Prolo, y el núcleo de su colección es el resultado del trabajo de la historiadora y coleccionista Maria Adriana Prolo. Estuvo alojado en el Palazzo Chiablese. En 2008, con 532,196 visitantes, ocupó el puesto 13 entre los museos italianos más visitados. El museo alberga dispositivos ópticos precinematográficos como linternas mágicas, tecnologías de cine anteriores y actuales, objetos de escena de películas italianas tempranas y otros recuerdos. A lo largo del recorrido de exhibición de aproximadamente 3,200 m2 en cinco niveles, es posible visitar algunas áreas dedicadas a los diferentes tipos de equipo de filmación y en la sala principal, instalada en el salón del templo de la Mole (que originalmente era un edificio destinado a ser una sinagoga), una serie de capillas que representan varios géneros cinematográficos.
El Museo del Precinema (italiano: Museo del Precinema) es un museo en el Palazzo Angeli, Prato della Valle (Padua), relacionado con la historia del precinema o precursores del cine. Fue creado en 1998 para exhibir la Minici Zotti Collection, en colaboración con el Comune de Padua. También produce exposiciones itinerantes interactivas y realiza préstamos valiosos a otras exposiciones prestigiosas como Lanterne magique et film peint en la Cinémathèque Française en París y el Museo Nacional del Cine en Turín.
El Museo del Cine de Roma se encuentra en Cinecittà. Las colecciones consisten en carteles y programas de cine, cámaras de cine, proyectores, linternas mágicas, vestuarios de escena y la patente del "Quinetoscopio" de Filoteo Alberini. El Museo del Cine de Milán, gestionado por la Cineteca Italiana, se divide en tres secciones, el precinema, el cine de animación y "Milán como plató de cine", además de estaciones multimedia e interactivas.
El Museo del Cine de Catania exhibe documentos relacionados con el cine, sus técnicas y su historia, con especial atención al vínculo entre el cine y Sicilia. El Museo del Cine de Siracusa recoge más de 10,000 exhibiciones en exhibición en 12 salas.

## Cine alemán

### Cine temprano y era del cine mudo (1895–1930)

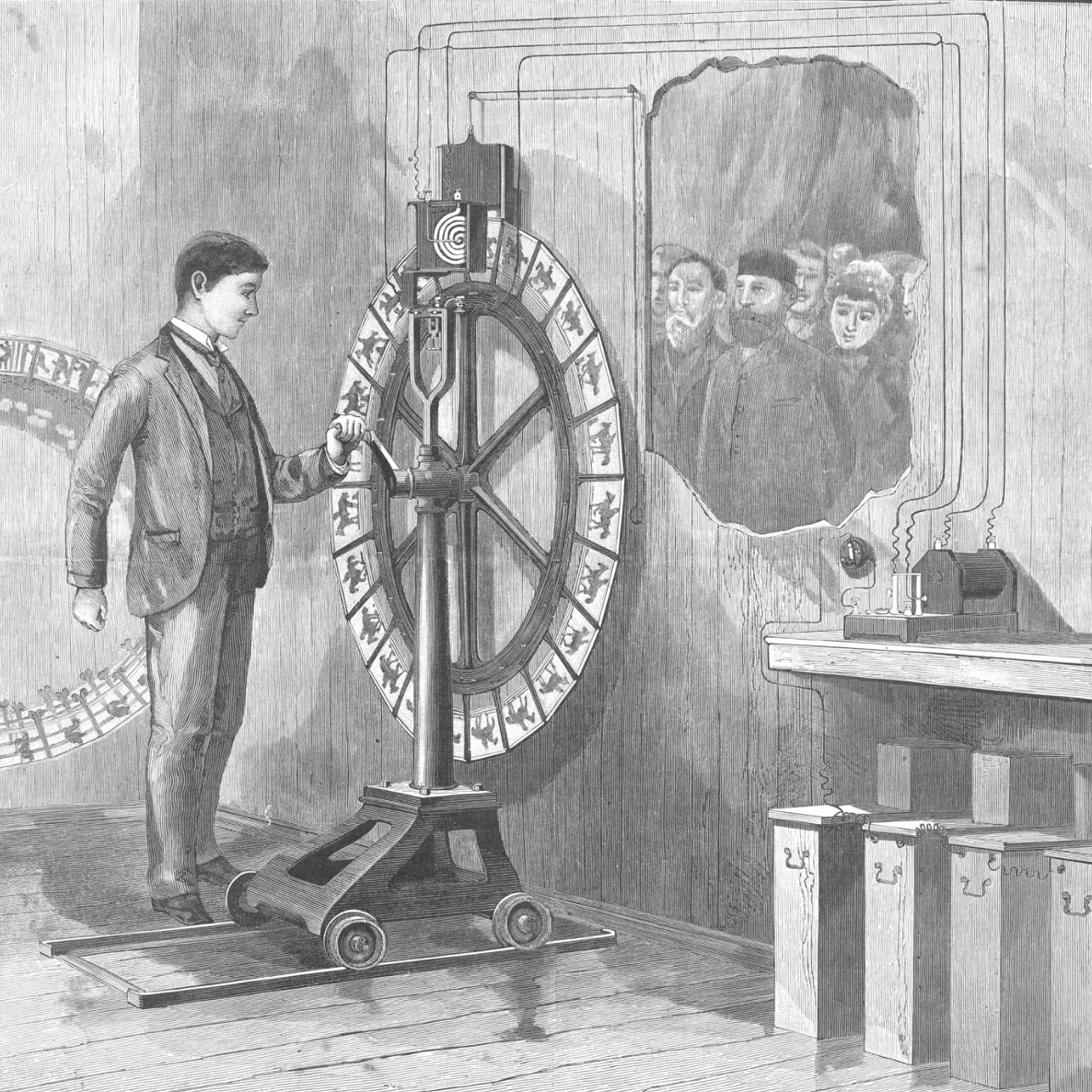
Un electrotaquiscopio Anschütz.

El cine alemán, al igual que sus contrapartes globales, surgió a finales del siglo XIX con innovaciones tecnológicas y el deseo de capturar imágenes en movimiento. Sin embargo, las contribuciones de Alemania al medio no se limitaron solo a la proyección temprana de películas. Los fundamentos tecnológicos del cine también fueron establecidos por inventores y pioneros alemanes.
Una de las figuras clave en la historia temprana del cine fue Ottomar Anschütz (1866–1907), un fotógrafo e inventor alemán que, junto con los hermanos Lumière y Thomas Edison, desempeñó un papel en el desarrollo de la cámara y el proyector de cine. Anschütz es particularmente notable por sus contribuciones a la tecnología que permitió capturar y proyectar imágenes en movimiento. En 1894, demostró su electro-cinetoscopio, un dispositivo temprano de proyección de películas, y fue uno de los primeros en experimentar con el concepto de fotografía en lapsos de tiempo, que luego influiría en el desarrollo de las películas.
En 1895, Max Skladanowsky y Emil Skladanowsky, otros inventores alemanes clave, presentaron su io, un proyector de imágenes en movimiento, en Berlín. Este evento es considerado por muchos como el comienzo oficial del cine en Alemania, con el Bioscopio siendo un avance significativo en la proyección global de imágenes en movimiento. Mientras Edison y los Lumière dejaron su marca internacionalmente, las innovaciones de los Skladanowsky fueron un hito para el cine alemán.

### Expresionismo alemán

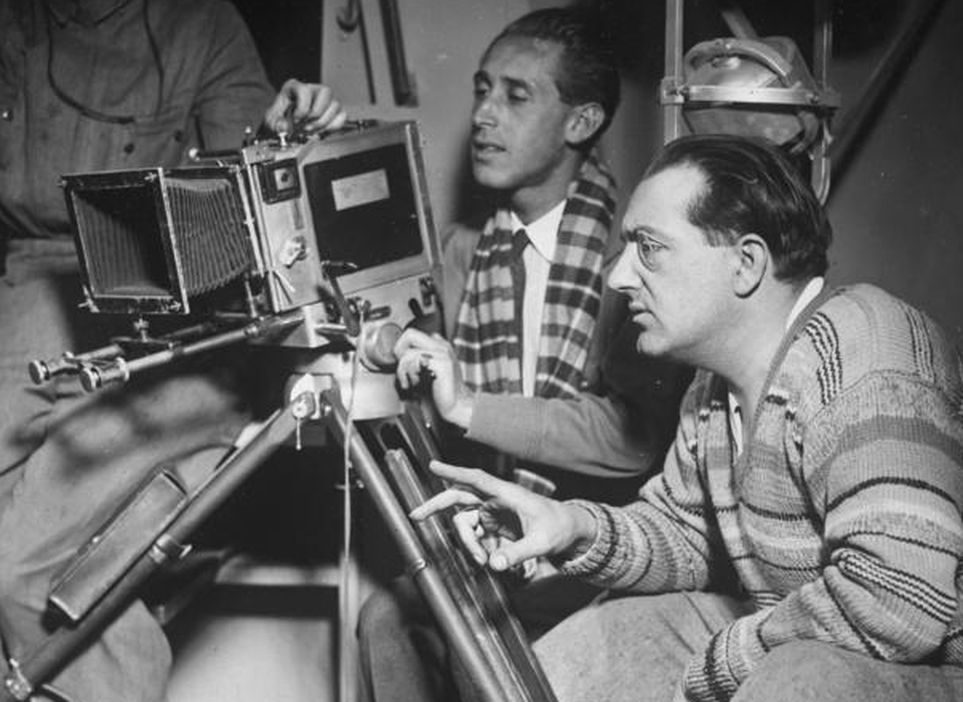
El director Fritz Lang ha sido citado como uno de los cineastas más influyentes de todos los tiempos.

El expresionismo alemán surgió como un movimiento artístico alemán a principios del siglo XX. El enfoque de este movimiento estaba en las ideas y sentimientos internos de los artistas por encima de la replicación de hechos. Algunas de las características del expresionismo alemán fueron colores brillantes, formas simplificadas, pinceladas y marcas gestuales.
El expresionismo alemán tuvo un impacto duradero no solo en el cine alemán, sino también en la cinematografía mundial. Las técnicas innovadoras desarrolladas durante este período, particularmente la manipulación de la iluminación, las sombras y el diseño de escenografías, fueron adoptadas por cineastas de todo el mundo. El enfoque del movimiento en la experiencia subjetiva y la profundidad psicológica seguiría moldeando géneros como el cine negro, el terror y la ciencia ficción durante décadas.
El estilo visual del expresionismo alemán, con su énfasis en formas angulares distorsionadas, sombras exageradas y decorados surrealistas, tuvo una profunda influencia en las películas de Hollywood, particularmente en las décadas de 1930 y 1940. La iluminación dramática y los contrastes marcados de los primeros thrillers de Hollywood, como El gato y el canario (1927) y El hombre invisible (1933), deben mucho a las innovaciones cinematográficas pioneras en Alemania. Igualmente, el género del cine negro, que surgió en la década de 1940, se inspiró fuertemente en el lenguaje visual del expresionismo alemán, incorporando su iluminación en claroscuro, ángulos distorsionados y temas de paranoia y alienación.
Quizás lo más notable es que Nosferatu y El gabinete del doctor Caligari influyeron directamente en el desarrollo del género del terror. Su uso innovador de motivos visuales, como figuras sombrías y espeluznantes y diseños de escenografía desorientadores, creó una plantilla para las películas de terror psicológico que surgirían en las décadas siguientes. Directores como Alfred Hitchcock y John Frankenheimer se basaron en estos elementos visuales para transmitir miedo, suspenso e inquietud psicológica.
El impacto del expresionismo alemán se extendió mucho más allá de sus propias fronteras, influyendo en movimientos como la vanguardia francesa, el cine soviético y más tarde, los cineastas experimentales estadounidenses. Películas como La bella y la bestia (1946) de Jean Cocteau y El proceso (1962) de Orson Welles reflejarían el estilo surrealista y fragmentado del cine expresionista, demostrando el legado perdurable del movimiento.
Directores destacados del expresionismo alemán:
- Robert Wiene
- Fritz Lang
- F. W. Murnau
- Arthur Robison
- Paul Leni

Películas famosas del expresionismo alemán:
- El gabinete del doctor Caligari (1920) dirigida por Robert Wiene
- Nosferatu (1922) dirigida por F. W. Murnau
- Dr. Mabuse the Gambler (1922) dirigida por Fritz Lang
- Figuras de cera (1924) dirigida por Paul Leni
- Metrópolis (1927) dirigida por Fritz Lang
- M, el vampiro de Düsseldorf (1931) dirigida por Fritz Lang

### Cine nazi

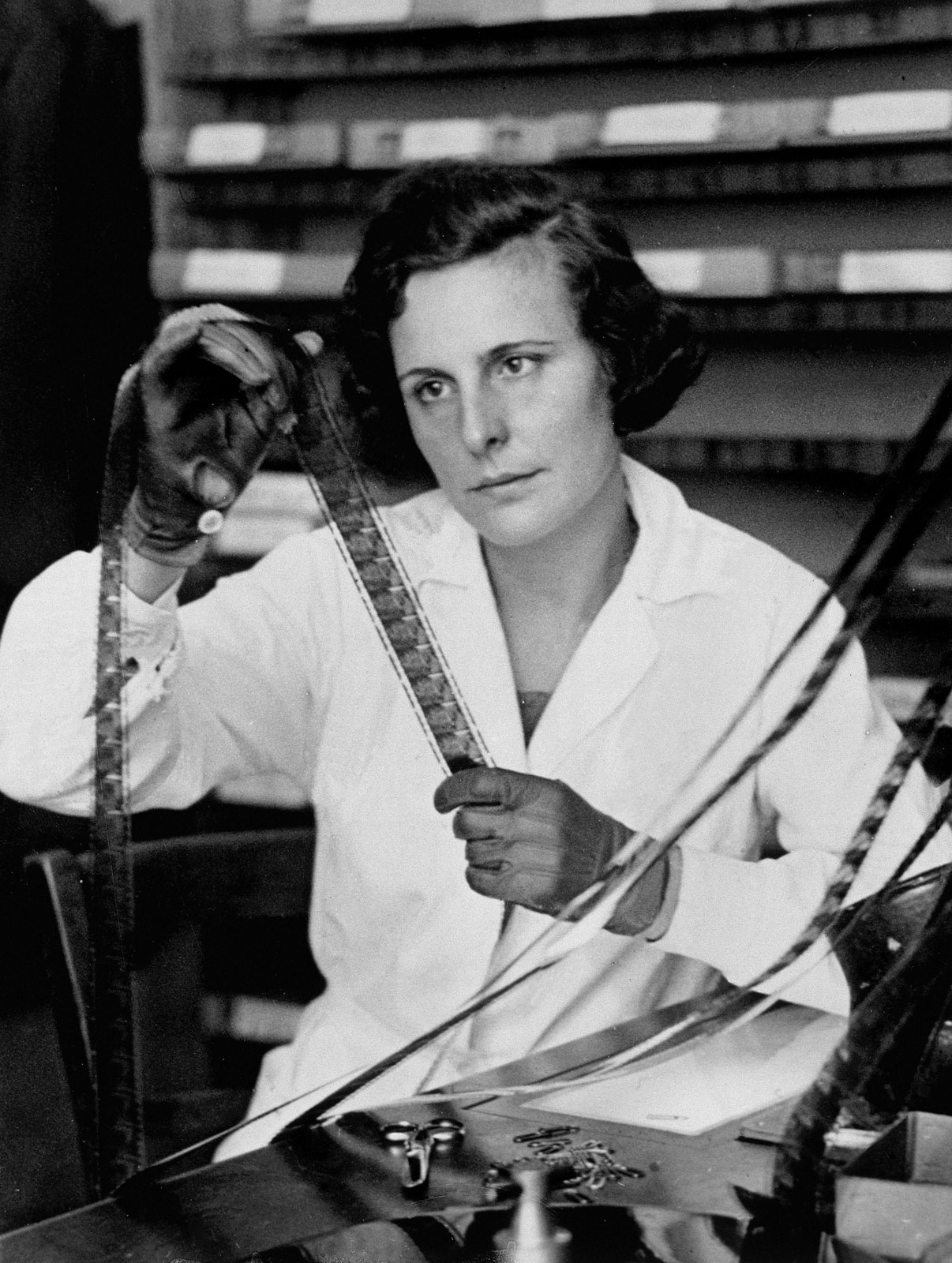
Leni Riefenstahl fue una directora importante en la Alemania nazi. Su película Olimpia de 1938 sobre los Juegos Olímpicos de 1936 tuvo un gran impacto en la cobertura moderna de deportes

Cuando Adolf Hitler llegó al poder en 1933, la industria del cine se convirtió en una herramienta importante para la propaganda. Bajo Joseph Goebbels, el régimen buscó usar el cine para glorificar al estado, promover las ideologías nazis y controlar el sentimiento público. Mientras muchos cineastas fueron cooptados o perseguidos, algunas películas notables de este período incluyen El triunfo de la voluntad (1935), el famoso documental de propaganda de Leni Riefenstahl, y El judío eterno (1940). El cine durante este tiempo estuvo altamente censurado y muchos cineastas huyeron del país.
Cuando Adolf Hitler asumió el poder en 1933, reconoció rápidamente el poder del cine como una herramienta para moldear la opinión pública y reforzar las ideologías nazis. Bajo la guía de Joseph Goebbels, el ministro de Propaganda, la industria cinematográfica alemana quedó bajo un estricto control estatal. El cine se utilizó para glorificar al régimen nazi, promover ideologías antisemitas y militaristas y unir al pueblo alemán en torno al concepto de una raza aria superior. La industria del cine se empleó para difundir mensajes de orgullo nacionalista, la necesidad de conquista y la demonización de enemigos como judíos, comunistas y otras amenazas percibidas.
Una de las películas más famosas y controvertidas de este período fue El triunfo de la voluntad (1935) de Leni Riefenstahl. Una obra maestra cinematográfica en términos de sus logros técnicos, mostró el Congreso del Partido Nazi de 1934 en Núremberg y a menudo se cita como una de las piezas de propaganda más potentes jamás creadas. La impresionante cinematografía de Riefenstahl y el uso innovador de ángulos de cámara, iluminación y edición hicieron que el evento pareciera grandioso e inevitable, presentando a Hitler como un líder carismático rodeado por un pueblo devoto y heroico. Otra película infame de la era fue El judío eterno (1940), dirigida por Fritz Hippler. Esta película antisemita intentó retratar a los judíos como una raza peligrosa y subhumana, reforzando los estereotipos nazis y justificando las políticas de persecución del régimen.

### Posguerra (1945–1949) y Alemania dividida
Tras la Segunda Guerra Mundial, Alemania se dividió en Este y Oeste, lo que llevó al surgimiento de dos tradiciones cinematográficas distintas. En el Oeste, la influencia estadounidense condujo a una industria cinematográfica más orientada al comercio, mientras que Alemania del Este (RDA) bajo la influencia soviética desarrolló un sistema cinematográfico controlado por el estado.
Alemania Occidental: La industria del cine comenzó a reconstruirse, con muchos cineastas centrándose inicialmente en las consecuencias emocionales y psicológicas de la guerra. Una tendencia notable fue el "Trümmerfilm" (cine de escombros), que abordaba la devastación y el ajuste de cuentas moral de la Alemania de posguerra. Películas como Alemania, año cero (1948) de Roberto Rossellini reflejaban las duras realidades de un país devastado por la guerra.
Alemania del Este: La República Democrática Alemana estableció el estudio DEFA (Deutsche Film-Aktiengesellschaft), produciendo películas que se adherían al realismo socialista. Películas notables incluyen Los asesinos están entre nosotros (1946), que abordaba el ajuste de cuentas moral de los crímenes de la era nazi.

### 1945–1989 Alemania del Este

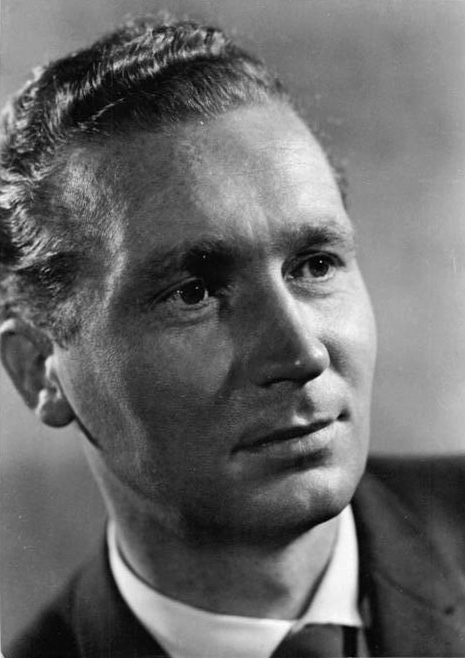
Frank Beyer, director de Jacob the Liar (1975), la única película de Alemania del Este nominada a un Premio Óscar

El cine de Alemania del Este estuvo moldeado por el clima político e ideológico de la República Democrática Alemana (RDA), que existió de 1949 a 1990. La RDA, bajo la influencia soviética, estableció una industria cinematográfica controlada por el estado que reflejaba los ideales socialistas y las políticas del Partido Comunista. La institución principal para la producción de películas en Alemania del Este fue DEFA, que se convirtió en el estudio oficial propiedad del estado. La producción de DEFA estuvo fuertemente influenciada por el realismo socialista, la doctrina artística que promovía temas de lucha de clases, unidad colectiva y el triunfo del socialismo sobre el capitalismo.
El cine de Alemania del Este no fue solo un medio de entretenimiento, sino una poderosa herramienta para la propaganda política. Al mismo tiempo, también contó con cineastas que buscaban explorar cuestiones personales y sociales dentro de las limitaciones del marco ideológico del estado. A lo largo de las décadas, el cine de Alemania del Este evolucionó, adaptándose a las circunstancias políticas cambiantes y a las crecientes tensiones entre el estricto control del estado y el deseo de expresión creativa de los cineastas.

### 1950s–1960s: La recuperación del cine de Alemania Occidental

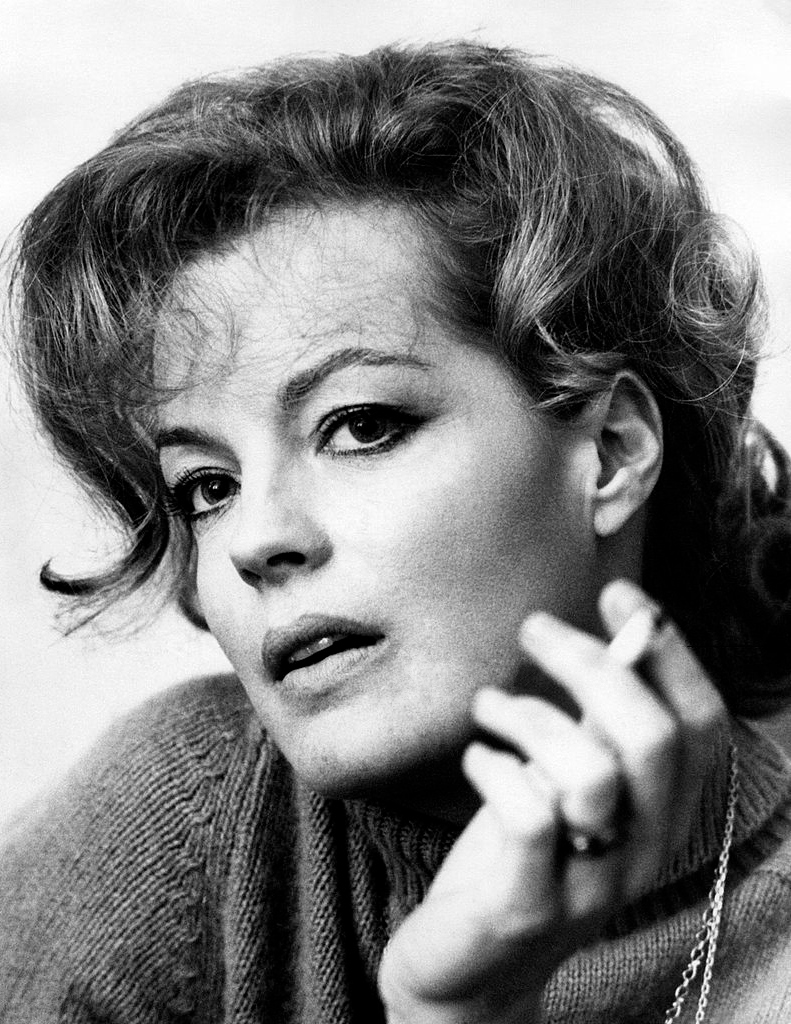
Romy Schneider, una estrella temprana del Heimatfilm

En la década de 1950, el cine de Alemania Occidental experimentó un auge comercial con géneros populares como los Heimatfilms (películas sobre la vida rural) y las epopeyas históricas. Directores como Helmut Käutner y Wolfgang Staudte intentaron abordar el trauma del pasado nazi, pero las películas a menudo se centraban más en el escapismo y la reconstrucción de la identidad nacional.
En la década de 1960, la Nueva Ola Francesa y el Neorrealismo Italiano influyeron en una nueva generación de cineastas alemanes. Las películas se volvieron más conscientes socialmente, reflejando los cambios culturales y políticos de la época. Uno de los movimientos más significativos durante este período fue el Nuevo Cine Alemán. Hubo una causa única de propaganda oficial durante la primera mitad de la guerra según el gobierno alemán. El significado y la importancia de la guerra se volvieron bastante cuestionables para el año 1916 con el comienzo de una revaluación de las películas. Los directores y productores comenzaron a considerar diseños adecuados para el período posterior al fin de la guerra.
Esta era marcó el surgimiento de un cine más crítico y vanguardista que abordaba temas como la historia, la identidad y el trauma del período nazi. Cineastas clave incluyeron a Werner Herzog, Rainer Werner Fassbinder, Volker Schlöndorff, Wim Wenders y Margarethe von Trotta. Películas como El matrimonio de María Braun (1979) y El tambor de hojalata (1979), que ganó la Palma de Oro en Cannes, reflejaban la complejidad de la identidad y la historia alemana de posguerra.
El Nuevo Cine Alemán se caracterizó por su rigor intelectual, narrativas experimentales y una disposición a enfrentar temas difíciles, incluidos el pasado nazi de Alemania, las secuelas de la guerra y la identidad fracturada del país.
Los fundadores querían presentar material civil, no bélico e inofensivo en las películas para contribuir a la victoria distrayendo la atención de la gente de la guerra. La Primera Guerra Mundial desempeñó un papel importante en el crecimiento y los cambios técnicos en las leyes y el funcionamiento del cine en Alemania. Los productores alemanes han hecho muchas contribuciones artísticas y técnicas a la tecnología cinematográfica temprana.

### Cine alemán contemporáneo (1980s–presente)

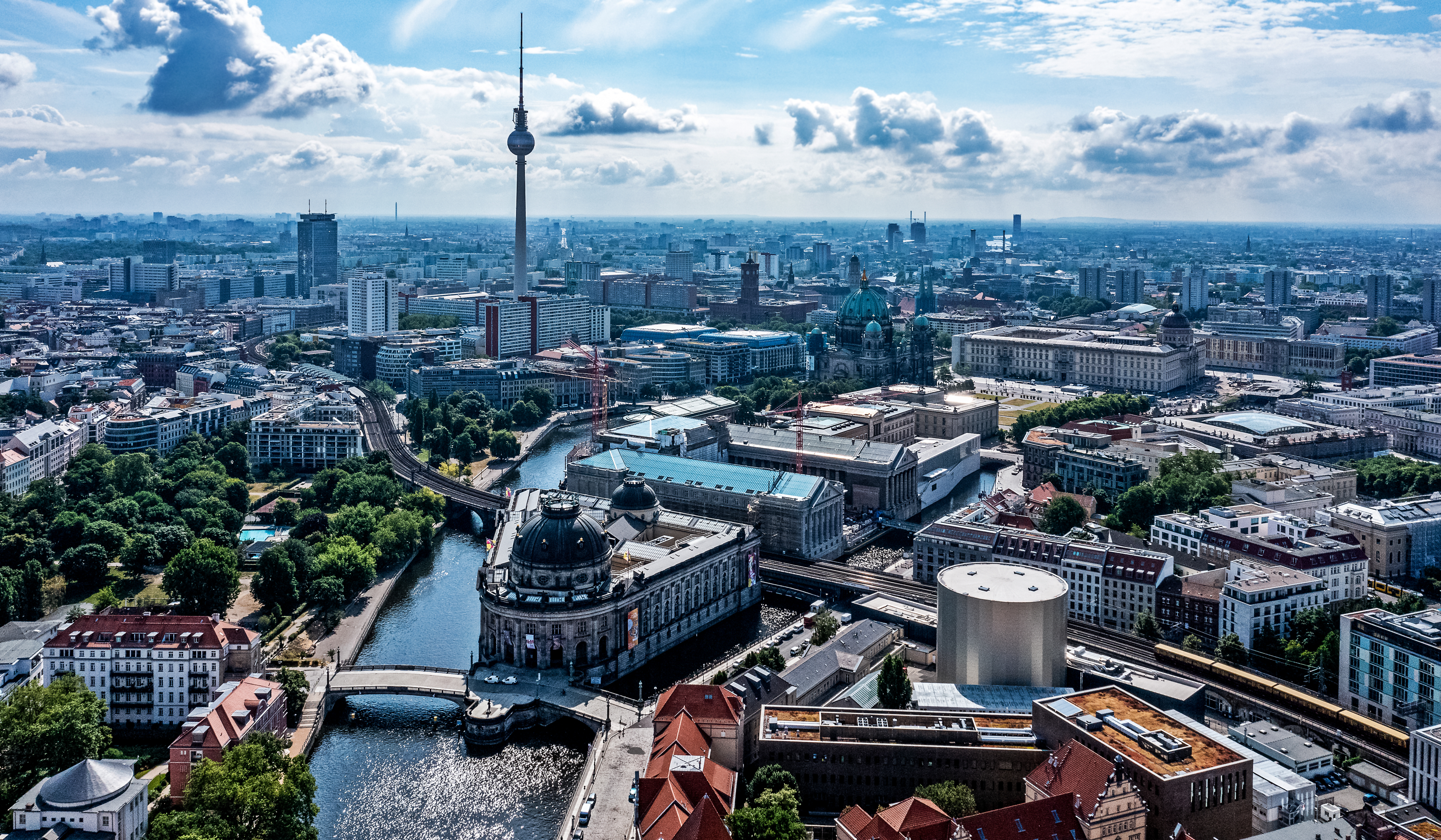
Berlín volvió a ser la capital de la industria cinematográfica alemana desde la reunificación alemana en 1990.

Desde la década de 1980, el cine alemán ha experimentado una transformación notable, adaptándose tanto a la globalización de la industria cinematográfica como a los cambios drásticos en el panorama político, social y cultural de Alemania. La caída del Muro de Berlín en 1989 y la posterior reunificación de Alemania en 1990 marcaron un momento profundo en la historia del país, y este cambio político tuvo un impacto directo en el cine alemán. Los cineastas de Alemania del Este y del Oeste comenzaron a abordar las legados de la división y la reunificación, explorando cómo la fragmentación histórica y política del país afectó las identidades individuales y colectivas. Además de estos temas, el cine alemán también exploró cada vez más cuestiones globales como la migración, la identidad, el multiculturalismo y el papel de Alemania en el mundo moderno.
La década de 1990 estuvo marcada por una ola de nuevos cineastas que comenzaron a abordar cuestiones como la migración, la identidad, la integración cultural y el impacto de la reunificación alemana. Esta década vio un cambio hacia formas de cine más accesibles, con una mezcla de éxito comercial y ambición artística.
Los años 2000 marcaron un período de renovada atención internacional sobre el cine alemán, con películas de esta era destacándose en el circuito de festivales e incluso irrumpiendo en la corriente principal. El cine alemán en este período continuó explorando temas de identidad, migración y las complejidades de la Alemania moderna, pero también abrazó la experimentación de géneros e influencias globales.
En la década de 2010, el cine alemán consolidó aún más su estatus en la escena internacional, con cineastas enfrentándose cada vez más al papel de Alemania en un mundo globalizado. Hubo un creciente reconocimiento de la importancia del multiculturalismo, la inmigración y la diversidad como temas centrales en la cultura y el cine alemán contemporáneo.

## Cine soviético
El cine de la Unión Soviética consistió en películas creadas por las repúblicas constituyentes de la Unión Soviética. Predominantemente producidas en el idioma ruso, las películas reflejan elementos pre-soviéticos, incluyendo la historia, el idioma y la cultura de la Unión. Es diferente del cine ruso, aunque el gobierno central en Moscú regulaba las películas.
Entre sus películas republicanas, Georgia, Armenia, Ucrania y Azerbaiyán fueron las más productivas. Moldavia, Bielorrusia y Lituania también han sido prominentes, pero en menor medida. La industria del cine estuvo completamente nacionalizada durante gran parte de la historia del país. Estaba gobernada por las leyes y filosofías abogadas por el Partido Comunista Soviético, que trajo una perspectiva revolucionada del cine en forma de "realismo socialista" que contrastaba con la visión que estaba en vigor antes de la Unión Soviética o incluso después de ella.
Los rusos tuvieron un instinto para la realización de películas desde el principio. La primera película dramatizada por los rusos se realizó en el año 1908, lo que le da a la cinematografía rusa el estatus de una de las industrias más antiguas del mundo. Había más de 1300 cines en Rusia hasta el año 1913 y el país había producido más de 100 películas que tuvieron una profunda influencia en la realización de películas de origen americano y europeo.

### Censura
Las películas en la Unión Soviética comenzaron a ser censuradas especialmente desde noviembre de 1917, cuando se creó el Comisariado del Pueblo para la Educación. Fue casi un mes después de que se estableciera el estado soviético. Después de que los bolcheviques ganaran fuerza en la Unión Soviética en el año 1917, tenían un gran déficit de legitimidad política. Los cimientos políticos eran inestables y el cine desempeñó un papel importante en la protección de la existencia de la Unión de Repúblicas Socialistas Soviéticas.
Las películas jugaron un papel central en ese momento, ya que sirvieron para convencer a las masas sobre la legitimidad del régimen y su estatus como portadores de hechos históricos. Algunas de las películas destacadas de la época incluyen The Great Citizen y El circo. En marzo de 1919 se creó un comité de cine para establecer una escuela con el fin de capacitar a técnicos y actores para que se iniciara un modesto programa de producción de películas. El comité estaba encabezado por un miembro de larga data del Partido Bolchevique, D.I. Leshchenko. Además de supervisar y asegurar la corrección de los géneros y temas de las compañías cinematográficas, Leshchenko también trabajó para evitar la propagación de propaganda cinematográfica antisoviética. Esto fue particularmente importante debido al comunismo de guerra en esa era.
Los documentales y largometrajes del cine soviético prosperaron al máximo en la década de 1920. Los cineastas se involucraron con entusiasmo en el desarrollo del primer estado socialista del mundo. En lugar de tener que crear dinero para la industria cinematográfica de Hollywood, los cineastas vieron esto como una oportunidad para enfocarse en la educación de las personas del nuevo estado soviético. El primer líder del país en convertirse en la Unión de Repúblicas Socialistas Soviéticas y fundador de la Revolución Bolchevique de 1917, Vladimir Ilyich Lenin, visualizó el cine como un arte tecnológico que era el más adecuado para un estado establecido sobre la base de la conversión de la humanidad por medio de la tecnología y la industria. El cine tomó la posición del medio de arte más valioso para la producción y propagación a través de las masas. La década es conocida por la experimentación con diferentes estilos de realización de películas.

### Los 1920s

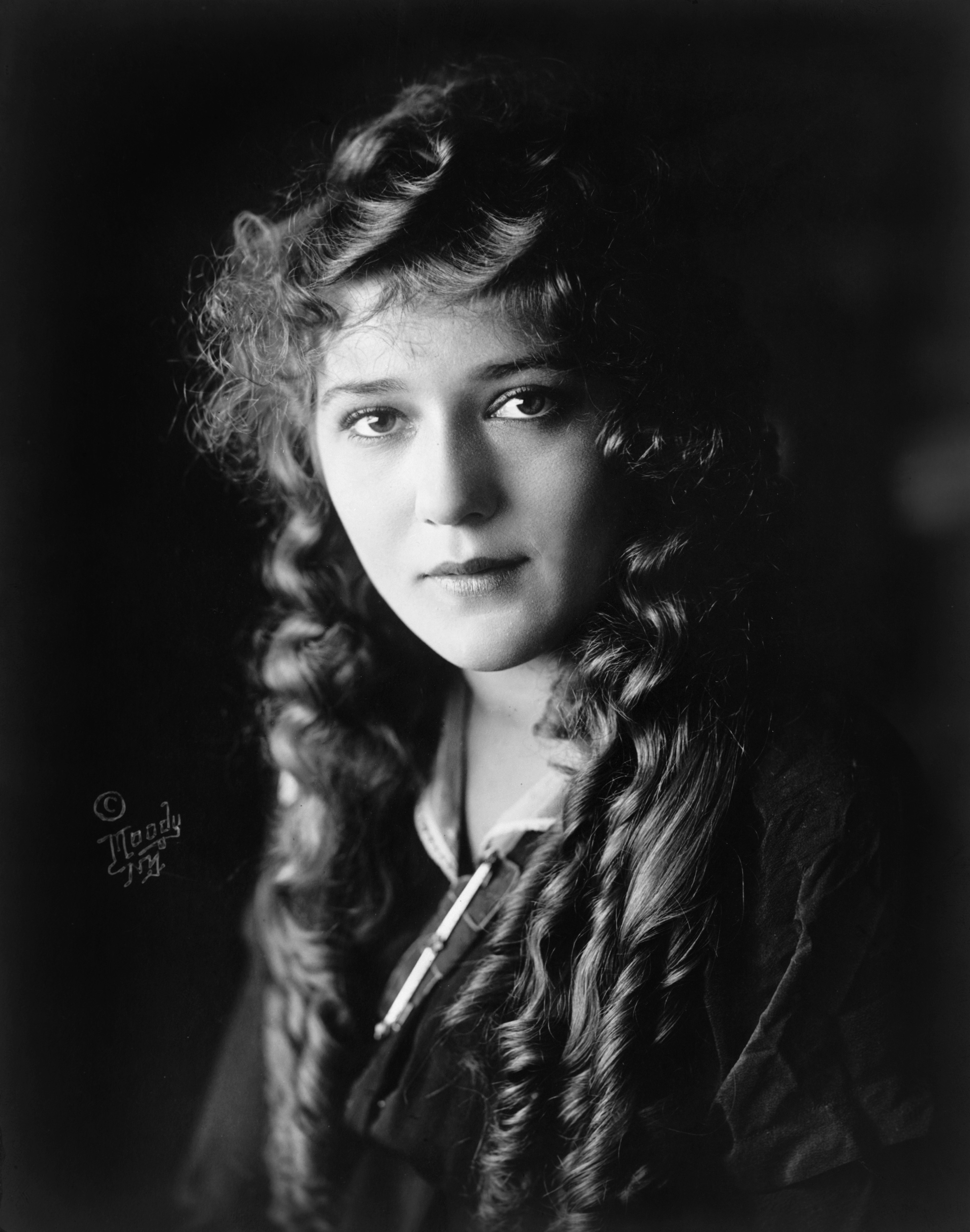
Mary Pickford

Durante la década de 1920, la Unión de Repúblicas Socialistas Soviéticas estaba implementando la Nueva Política Económica. Fue una década en la que ciertas industrias tuvieron un control estatal relajado que proporcionó a las personas una sensación de mini-capitalismo dentro de la economía comunista. Ese fue un momento de prosperidad para los cines privados, y junto con ello, toda la industria cinematográfica soviética prosperó. Las películas estadounidenses tuvieron una gran influencia en los rusos, a diferencia de las producciones soviéticas. Muchas estrellas de Hollywood como Mary Pickford y Douglas Fairbanks fueron idolatradas como héroes.
El heroico Fairbanks se convirtió en un símbolo sexual y el sistema de estrellas contemporáneo ganó popularidad con Pickford. La reacción soviética a la influencia de Hollywood fue una mezcla de repulsión y admiración. A finales de 1924, se establecieron Sovkino y ARK, que fueron dos organizaciones que influyeron más en el cine de la Unión Soviética en la década. Fue un momento en el que los miembros ambiciosos, celosos y jóvenes de la comunidad cinematográfica tenían planes brillantes para la industria del cine. Sus esfuerzos se dirigieron a hacer que los procesos de producción y distribución fueran más efectivos y organizados y a elevar el estatus de los trabajadores en la industria. En otras palabras, intentaron publicitar el cine.

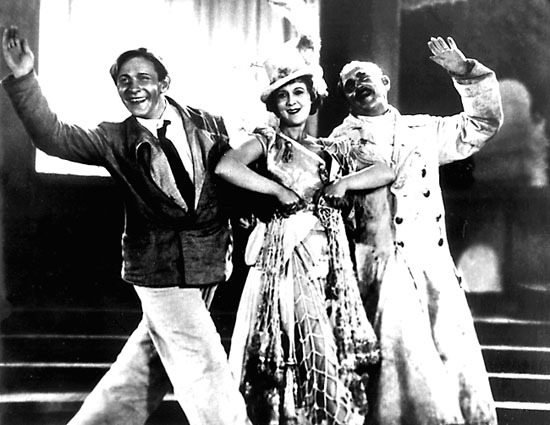
Jolly Fellows (1934) dirigida por Sergei Eisenstein

### Directores destacados del cine soviético
- Mikheil Chiaureli
- Grigori Aleksandrov
- Sergei Fedorovich Bondarchuk
- Alexander Dovzhenko
- Sergei Eisenstein
- Dziga Vertov
- Tarkovsky

### Películas famosas del cine soviético
- El acorazado Potemkin (1925) dirigida por Sergei Eisenstein
- Chicos alegres (1934) dirigida por Grigori Aleksandrov
- El hombre con la cámara (1929) dirigida por Dziga Vertov
- Tierra (1930) dirigida por Alexander Dovzhenko

## Festivales de cine

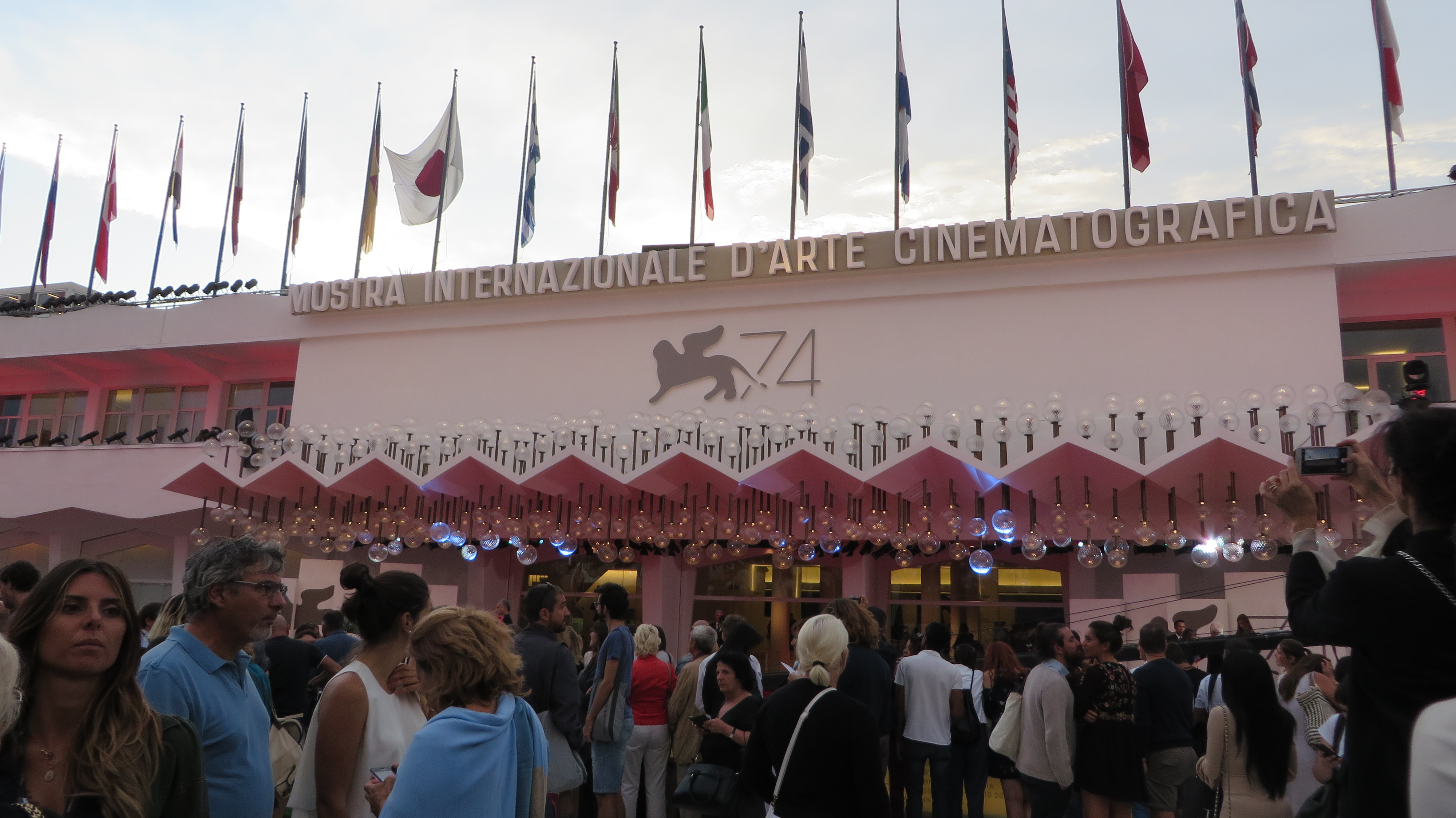
El Festival de Cine de Venecia, Italia, es el festival de cine más antiguo del mundo.

Los "tres grandes" festivales de cine son:
- Berlín
- Cannes
- Venecia

En particular, el Festival de Cine de Venecia, celebrado anualmente desde 1932 y que otorga el León de Oro, es el festival de cine más antiguo del mundo.
Otros
- Belgrado
- Bruselas
- Dublín
- Edimburgo
- Fantasporto
- Haugesund
- Estambul
- Karlovy Vary
- Cracovia
- Kiev
- Locarno
- Londres
- Moscú
- Oberhausen
- Roma
- Róterdam
- San Sebastián
- Sarajevo
- Sitges
- Estocolmo
- Tallin
- Tampere
- Tesalónica
- Transilvania
- Turín
- Varsovia
- Breslavia

## Premios de cine
- Premios del Cine Europeo
- BAFTA
- Goya
- César
- Lolas
- David di Donatello
- Orły
- IFTA

## Directores

#### Francés
- Céline Sciamma
- Jean Renoir
- Hermanos Lumière
- François Truffaut
- Jean-Luc Godard
- Louis Malle
- Jacques Audiard
- Jacques Tati
- Eric Rohmer
- Georges Méliès
- Marcel Carné
- Jean-Pierre Jeunet
- Jean Vigo
- Claude Chabrol
- Robert Bresson
- Jacques Rivette
- Roger Vadim
- Jacques Demy
- Alain Resnais
- Luc Besson
- Agnès Varda
- Bertrand Tavernier

Belgas
- Chantal Akerman
- Dardenne brothers
- Lukas Dhont
- Yolande Moreau

Británicos
- Gareth Edwards
- Alfred Hitchcock
- Charlie Chaplin
- Ridley Scott
- Christopher Nolan
- Richard Attenborough
- Alan Parker
- Tony Scott
- Adrian Lyne
- Paul Greengrass
- David Lean
- John Schlesinger
- Michael Powell
- Peter Greenaway
- Sam Mendes
- Carol Reed
- Ken Loach
- Kenneth Branagh

Italianos
- Federico Fellini
- Hermanos Taviani
- Ettore Scola
- Pier Pasolini
- Sergio Leone
- Bernardo Bertolucci
- Vittorio DeSica
- Roberto Rossellini
- Franco Zeffirelli
- Luchino Visconti
- Gillo Pontecorvo
- Dino Laurentiis
- Giuseppe Tornatore
- Tonino Guerra
- Giuseppe Santis
- Michelangelo Antonioni

Alemanes
- Rainer Fassbinder
- Margarethe Trotta
- Werner Herzog
- Wim Wenders
- Volker Schlöndorff
- Fritz Lang
- F. W. Murnau
- Max Ophüls

Rusos
- Dziga Vertov
- Sergei Eisenstein
- Sergei Bondarchuk
- Mijaíl Kalatózov
- Lev Kuleshov
- Vsevolod Pudovkin
- Andrei Tarkovsky
- Alexander Sokurov
- Andrey Zvyagintsev

Daneses
- Carl Dreyer
- Bille August
- Lars Von Trier
- Susanne Bier
- Nicolas Winding Refn
- Lone Scherfig
- Erik Balling
- Thomas Vinterberg

Suecos
- Bo Widerberg
- Ingmar Bergman
- Victor Sjöström
- Lasse Hallström
- Sven Nykvist
- Jan Troell
- Mai Zetterling

Polacos
- Roman Polanski
- Andrzej Wajda
- Krzysztof Kieslowski
- Agnieszka Holland
- Andrzej Żuławski
- Krzysztof Zanussi
- Paweł Pawlikowski

Holandeses
- Paul Verhoeven
- Jan de Bont
- Anton Corbijn
- Theo van Gogh (film director)
- Joris Ivens
- Fons Rademakers
- Alex van Warmerdam
- Dick Maas

Turcos
- Fatih Akın
- Nuri Bilge Ceylan
- Zeki Demirkubuz
- Ertem Eğilmez
- Metin Erksan
- Yılmaz Güney

Austriacos
- Michael Haneke
- Georg Pabst

Otros
- Pedro Almodóvar (español)
- Theo Angelopoulos (inglés)
- Luis Buñuel (español)
- Miloš Forman (checo)
- Hrafn Gunnlaugsson (islandés)
- Dušan Makavejev (serbio)
- Emir Kusturica (serbio)
- Giorgos Lanthimos (griego)
- Jiri Menzel (checo)
- Manoel Oliveira (portugués)
- Otto Preminger (austriaco- Hungría)
- István Szabó (húngaro)
- Danis Tanović (bosnio)
- Alexander Dovzhenko (ucraniano)
- Kira Muratova (ucraniana)
- Sergei Parajanov (ucraniano, armenio)

## Cinematógrafos
Franceses
- Bruno Delbonnel
- Darius Khondji
- Pierre Lhomme
- Bruno Nuytten
- Claude Renoir

Belgas
- Benoît Debie
- Jo Willems

Británicos
- Anthony Dod Mantle
- John Mathieson
- Douglas Slocombe
- Oliver Wood
- Roger Deakins

Italianos
- Mario Bava
- Mauro Fiore
- Giuseppe Rotunno
- Pasqualino De Santis
- Dante Spinotti
- Vittorio Storaro

Alemanes
- Michael Ballhaus
- Walter Frentz
- Jost Vacano

Holandeses
- Hoyte van Hoytema
- Jan de Bont
- Rogier Stoffers
- Theo van de Sande
- Robby Müller
- John Coquillon

## Actores
- Charlie Chaplin
- Greta Garbo
- Ingrid Bergman
- Jeanne Moreau
- Brigitte Bardot
- Jean Gabin
- Erland Josephson
- Yul Brynner
- Max von Sydow
- Liv Ullmann
- Mads Mikkelsen
- Tatiana Samoilova
- Stellan Skarsgård
- Pernilla August
- Lena Olin
- Peter Stormare
- Alexander Kaidanovsky
- Antonio Banderas
- Anna Q. Nilsson
- Ghita Nørby
- Bibi Andersson
- Harriet Andersson
- Gérard Depardieu
- Laurence Olivier
- Ingrid Thulin
- Peter O'Toole
- Minnie Driver
- Juliette Binoche
- Marion Cotillard
- Michael Redgrave
- Vanessa Redgrave
- Nastassja Kinski
- Claudia Cardinale
- Sophia Loren
- Marcello Mastroianni
- Giulietta Masina
- Judi Dench
- Catherine Deneuve
- Catherine Zeta-Jones
- Anthony Hopkins
- Daniel Day-Lewis
- Vivien Leigh
- Audrey Hepburn
- Charlotte Gainsbourg
- Gina Lollobrigida
- Bruno Ganz
- Fanny Ardant
- Charlotte Rampling
- Isabelle Huppert
- Aleksey Batalov
- Louis Jouvet
- Isabelle Adjani
- Daniel Auteuil
- Rutger Hauer
- Famke Janssen
- Jeroen Krabbé
- Sylvia Kristel
- Carice van Houten
- Johannes Heesters
- Michiel Huisman
- Carel Struycken
- Emmanuelle Béart
- Vittorio Gassman
- Michael Caine
- Julie Christie
- Michel Piccoli
- Erich von Stroheim
- Alec Guinness
- Melina Mercouri
- Irene Papas
- Rossy de Palma
- Maurice Chevalier
- Silvana Mangano
- Kristin Scott Thomas
- Romy Schneider
- Simone Signoret
- Kate Winslet
- Derek Jacobi
- Dirk Bogarde
- Milena Dravić
- Louis de Funès
- Alain Delon
- Anthony Hopkins
- Sandra Hüller

## Películas
- Fellini ocho y medio (Italia)
- Perro andaluz (Francia)
- Underground (Yugoslavia)
- Andrei Rublev (URSS)
- Atalanta (Francia)
- Balada del soldado (URSS)
- El acorazado Potemkin (URSS)
- Libro negro (Países Bajos)
- Elle (Francia)
- Vampiro de Ferata (Checoslovaquia)
- En tierra de nadie (Bosnia y Herzegovina)
- Desaparecida (Países Bajos)
- Viridiana (España)
- El regreso (Rusia)
- La edad de Cristo (Kristove roky) (Checoslovaquia)
- Todo sobre mi madre (España)
- El año pasado en Marienbad (Francia)
- El ángel azul (Alemania)
- Con la chica de la fábrica de cerillas (Finlandia)
- Belle de jour (Francia)
- La strada (Italia)
- Europa (Dinamarca)
- El tambor de hojalata (República Federal de Alemania)
- Jules y Jim (Francia)
- Mañana me despertaré y me escaldaré con té (Checoslovaquia)
- El matrimonio de María Braun (República Federal de Alemania)
- Fresas salvajes (Suecia)
- El espejo (URSS)
- El gabinete del doctor Caligari (Alemania)
- Comediantes (Grecia)
- Lady Hamilton (Reino Unido)
- Cuando pasan las cigüeñas (URSS)
- Metrópolis (Alemania)
- Carácter (Países Bajos)
- Un hombre y una mujer (Francia)
- Al final de la escapada (Francia)
- Alas del deseo (República Federal de Alemania)
- Los nibelungos (Alemania)
- Fascismo ordinario (URSS)
- Orfeo (Francia)
- Pelle el conquistador (Dinamarca)
- Ceniza y diamante (Polonia)
- Persona (Suecia)
- Trenes rigurosamente vigilados (Checoslovaquia)
- Último tango en París (Italia)
- Eric, oficial de la reina (Países Bajos)
- Memorias de Antonia (Países Bajos)
- Ladrones de bicicletas (Italia)
- Las reglas del juego (Francia)
- Aventura (Italia)
- Road to Life (URSS)
- Rocco y sus hermanos (Italia)
- Sexmission (Polonia)
- La dulce vida (Italia)
- El asalto (Países Bajos)
- La palabra (Dinamarca)
- El sirviente (Reino Unido)
- Muerte en Venecia (Italia)
- La pasión de Juana de Arco (Francia)
- El tercer hombre (Reino Unido)
- Tres colores (Francia)
- Fanfan-Tulipán (Francia)
- Blowup (Reino Unido)
- Hiroshima, mi amor (Francia)
- Hombre de mármol (Polonia)
- El hombre con la cámara (URSS)
- Los 400 golpes (Francia)
- Los paraguas de Cherburgo (Francia)
- Delicias turcas (Países Bajos)
- La caja de Pandora (Alemania)
- I Killed Einstein, Gentlemen (Checoslovaquia)
- Underground (Yugoslavia)
- El árido verano (Turquía)
- Hababam Sınıfı (Turquía)
- Yol (Turquía)
- Contra la pared (Alemania, Turquía)
- Lejos (Turquía)
- Amélie (Francia)
- Amor eterno (Francia)
- La vida en rosa (Francia)
- Érase una vez en Anatolia (Turquía)
- Sueño de invierno (Turquía)
- Dos días, una noche (Bélgica)
- Retrato de una mujer en llamas (Francia)
- Close (Bélgica)